# Basilique patriarcale d'Aquilée
La basilique patriarcale d’Aquilée, dite aussi basilique Santa Maria Assunta, est le principal édifice religieux de la commune d'Aquilée située dans la province d'Udine, dans le Frioul-Vénétie Julienne en italie.
Centre spirituel de l'ancien patriarcat d'Aquilée, elle a joué un rôle essentiel dans l'évangélisation d'une grande partie de l’Europe centrale au début de Moyen Âge. Ses vestiges les plus anciens remontent au IVe siècle, l'actuelle basilique est édifiée au XIIe siècle, et réaménagée au XIIIe siècle. Elle se dresse à côté de la Via Sacra, surplombant la piazza del Capitolo, avec le baptistère et l'imposant clocher-tour.
La basilique patriarcale d’Aquilée ainsi que la zone archéologique d'Aquilée sont inscrites sur la liste du patrimoine mondial de l'humanité établie par l'Unesco en 1998.

## Histoire

### De la fondation auVIIIesiècle
Une communauté de chrétiens adhérant au gnosticisme est présente à Aquilée dans les premiers siècles de l'Anno Domini.
La basilique est édifiée à partir de 313, année de l'édit de Milan, ou quelques années plus tard au plus, par l'évêque Théodore avec le soutien direct de l'empereur Constantin Ier. Proche de l'antique port fluvial sur le Natissa, elle est bâtie sur des structures romaines préexistantes et se présente selon un plan en fer à cheval composé de trois salles principales. Les bâtiments de cette construction, dits « salles théodoriennes » et encore ouverts aux visiteurs dans la nef de l'édifice actuel et sous les fondations du clocher-tour, reposent sur des édifices romains, vraisemblablement des horrea, de vastes greniers romains qui se dressaient certainement aux abords de la basilique, dont vraisemblablement les murs d'enceinte ont été réutilisés.
L'accès à la structure se fait par l'est (1 sur le plan) et de là, il est possible d'accéder aux différentes salles, dont diverses petites salles de service et le vestiaire (3) où les catéchumènes se déshabillent avant de recevoir le baptême dans le baptistère adjacent (2). Les deux salles parallèles (5 et 6), orientées d'ouest en est, mesurent toutes deux environ 37 x 20 m. Elles sont reliées entre elles par un vestibule ou hall transversal mesurant 29 x 13 m (4) orienté du sud au nord.
Les deux salles n'ont pas d'abside, avec six colonnes supportant un plafond à caissons richement décoré et un dallage constitué d'un extraordinaire complexe de mosaïques à tesselles blanches. L'une des deux salles (nord ou sud) constitue l'église proprement dite, tandis que l'autre est un lieu où les catéchumènes reçoivent une éducation chrétienne et se préparent à entrer dans la communauté. Le vestibule sert de consignataire, le lieu où les baptisés reçoivent la confirmation.
La phase de construction ultérieure de la basilique remonte au milieu du IVe siècle, à l'époque de l'évêque Fortunatianus d'Aquilée, avec l'agrandissement de la salle nord (73 x 31 m) et la création d'un portique à quatre côtés devant la façade selon un modèle trouvé dans l'antique basilique vaticane contemporaine à Rome et aussi dans le complexe contemporain d'Augusta Treverorum à Trèves (Allemagne). La grande basilique, divisée en trois nefs par vingt-huit colonnes et toujours dépourvue d'abside, est reliée, par le baptistère, au catéchumène de l'ancienne basilique théodorienne (salle sud).
L'évêque Chromace d'Aquilée (388-407) est l'initiateur de l'agrandissement de la salle sud jusqu'à 65 x29 m et de la construction de nouveaux bâtiments, dont le baptistère actuel. La période de splendeur maximale du patriarcat d'Aquilée a lieu dans ces années (le grand complexe abritant une importante communauté monastique féminine, date de la même période). La grande prospérité des années qui suivent le concile d'Aquilée de 381 est brusquement interrompue en 452, lorsque les Huns, menés par Attila, dévastent la ville et massacrent sa population. La basilique nord, incendiée lors des saccages, n'est jamais reconstruite. Les grands chantiers de construction de la ville sont abandonnés et la population de la ville est considérablement réduite.
Selon certains historiens, l'agrandissement de la salle sud, qui selon d'autres aurait été promu par Chromace d'Aquilée, remonte aux années qui suivent la destruction d'Aquilée par Attila, lorsque la population, privée de la salle nord, décide de construire la grande salle sud, qui est donc appelée par les érudits « cromaziana sud » (388-407) ou « post-attilana » (après 452) selon les hypothèses. Le bâtiment est divisé en trois nefs par vingt-huit colonnes et n'a toujours pas d'abside. Il est précédé d'un portique et, toujours devant lui, une cour le relie au baptistère.
L'Église de l'antique Aquilée et celle d'Alexandrie en Égypte sont certainement en contact, cette dernière ayant été fondée sur l'évangélisation apostolique et sur le premier mandat épiscopal confié à Pierre et Marc : les contacts, à travers le commerce en Méditerranée, sont évidents dans la démarche théologique des pères aquiléens dans le cadre de la controverse sur l'hérésie d'Arius et surtout du fait de la présence de l'évêque Athanase d'Alexandrie, champion de l'orthodoxie promue par le premier concile de Nicée et pour cette raison exilé d'Alexandrie.

### DuIXesiècleà nos jours

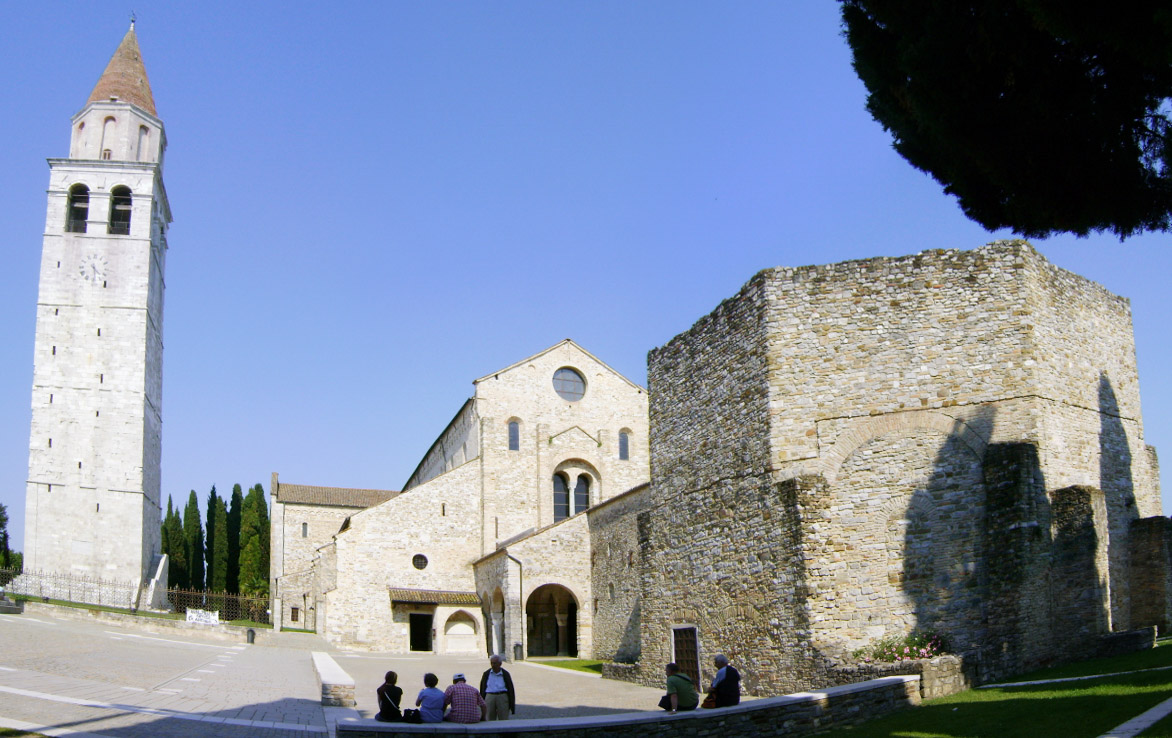
Vue d'ensemble : au premier plan le baptistère, à gauche le campanile.

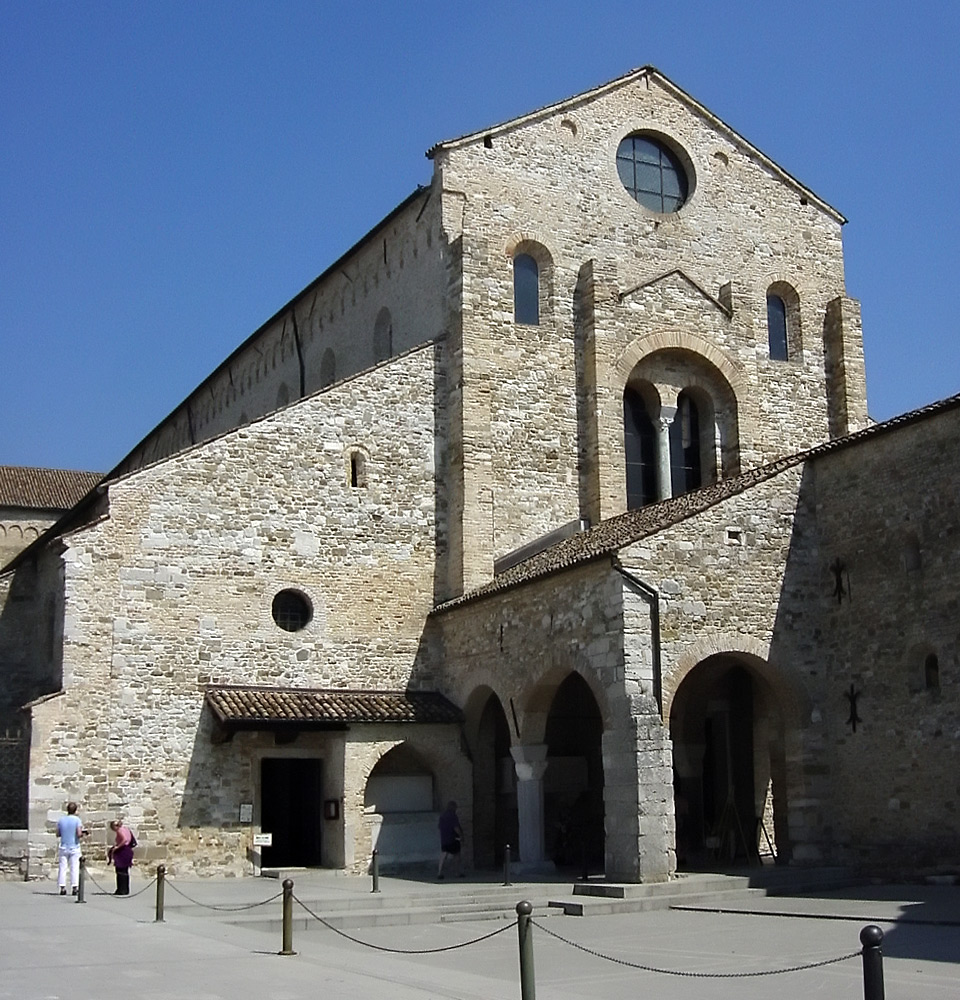
Façade de la basilique (XIe siècle) et portique de Maxence (IXe siècle)

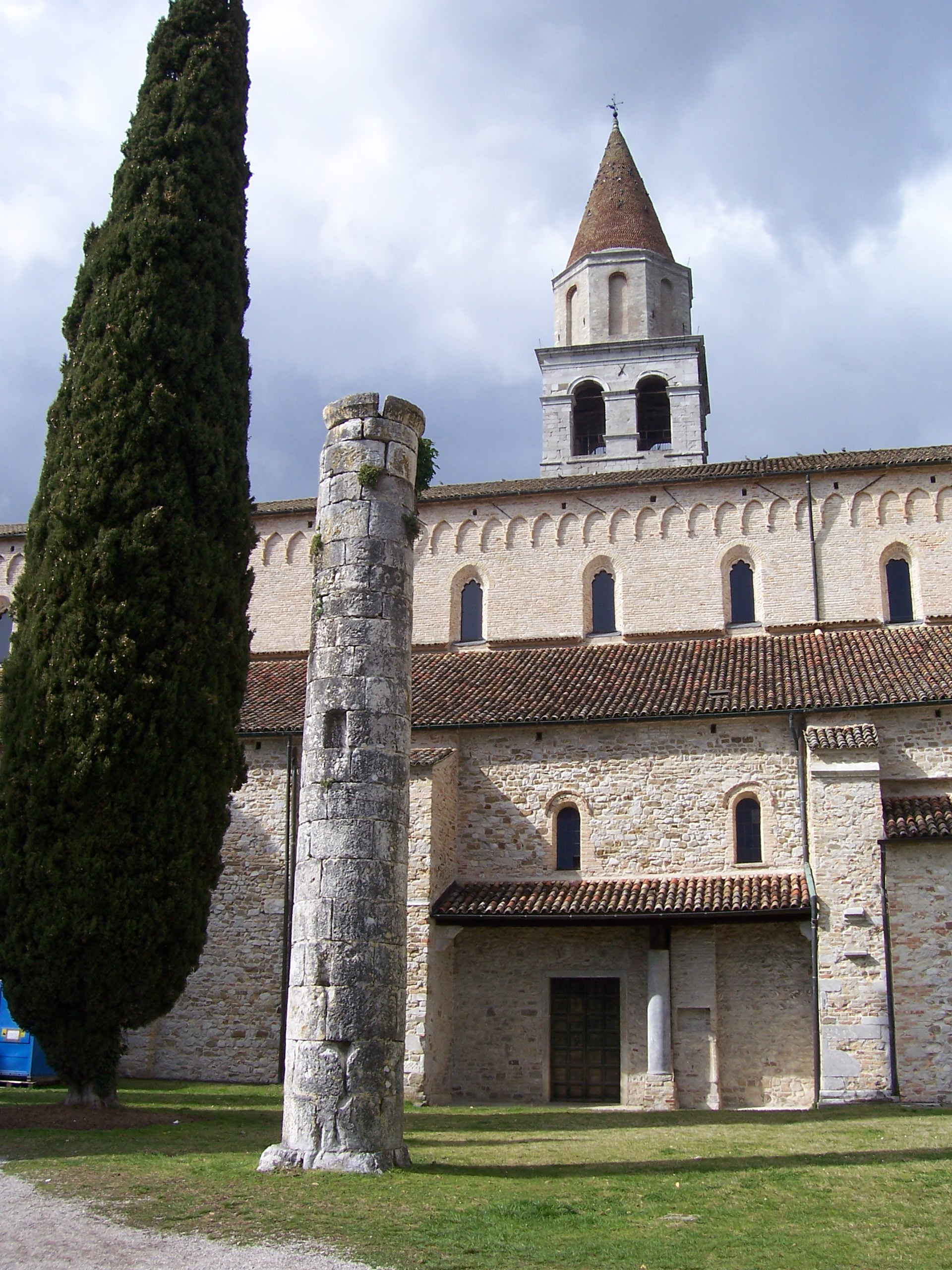
Colonne, côté sud.

Dans la première moitié du IXe siècle, à partir de 811, le patriarche Maxence, grâce à l'appui financier de Charlemagne, entreprend la rénovation des bâtiments anciens et commence la construction de la structure actuelle sur les fondations de l’édifice précédent. La salle sud de l'ancien complexe est réutilisée, avec l'ajout d'un transept court, d'une abside centrale semi-circulaire (délimitée à l'extérieur par des murs carrés), de deux absides latérales, d'un portique plus étroit et plus avancé, et de l'église dite des Païens entre la basilique et le baptistère. La crypte est également construite.
En 988, un tremblement de terre provoque d'importants dégâts et amène le patriarche Poppon d'Aquilée à procéder, dans la première moitié du XIe siècle jusqu'à la consécration de 1031, à une requalification du complexe inspirée d'influences carolingienne et ottonienne, de style roman et de plan cruciforme. La façade est reconstruite tout en conservant le portique de Maxence, tous les murs latéraux sont surélevés, un plafond à poutres en bois est ajouté, l'autel est refait et l'abside est décorée de fresques. La basilique présente une longueur de 65 mètres sur une largeur de 30 mètres et une hauteur de 23 mètres. Un transept de 43 mètres et de 9,5 mètres de large traverse les trois vaisseaux divisés par deux rangées d'arcatures.
Le vaste programme architectural de Poppon marque aussi le renouveau économique de la cité qui culmine avec la construction du grand palais patriarcal (aujourd'hui disparu) et surtout l'imposant campanile haut de plus de 70 mètres qui domine la campagne frioulane. Construit en opus quadratum, avec les blocs de marbre massifs de l'amphithéâtre romain, il est inspiré, dit-on, du célèbre phare d'Alexandrie et sert de modèle pour de nombreux clochers. Dans la seconde moitié du XIIe siècle, le patriarche Ulrico di Treffen fait peindre la crypte telle qu'on la voit encore aujourd'hui (une intervention que certains érudits anticipent plutôt à l'époque de Poppon).
Un nouveau tremblement de terre, en 1348, pousse le patriarche Marquardo di Randeck à procéder à de nouvelles restaurations et à remplacer les arcs en plein cintre de la nef centrale par des arcs brisés dans un style gothique.
La dernière intervention majeure remonte au XVe siècle, lorsque des artisans et charpentiers vénitiens sont appelés pour créer le grandiose plafond en bois en forme de coque de navire que l'on peut encore observer aujourd'hui.

## Intérieur
Sur la gauche, près de l'entrée de la basilique se trouve le Saint-Sépulcre, une structure du XIe siècle qui reproduit le Saint-Sépulcre de Jérusalem, tel que décrit dans les anciennes chroniques médiévales, qui était utilisée pendant la liturgie de la semaine sainte.

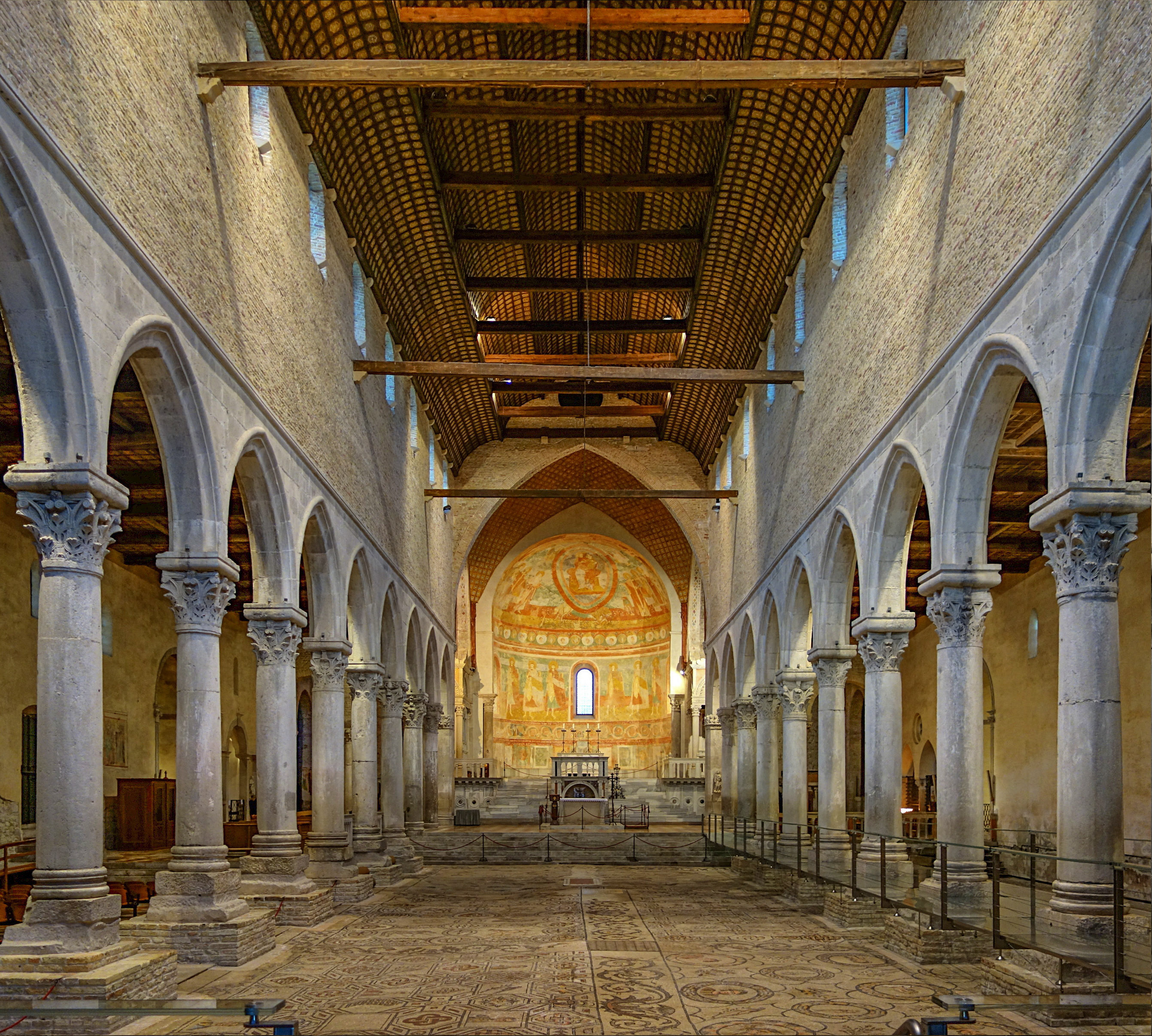
Nef avec son sol de mosaïques
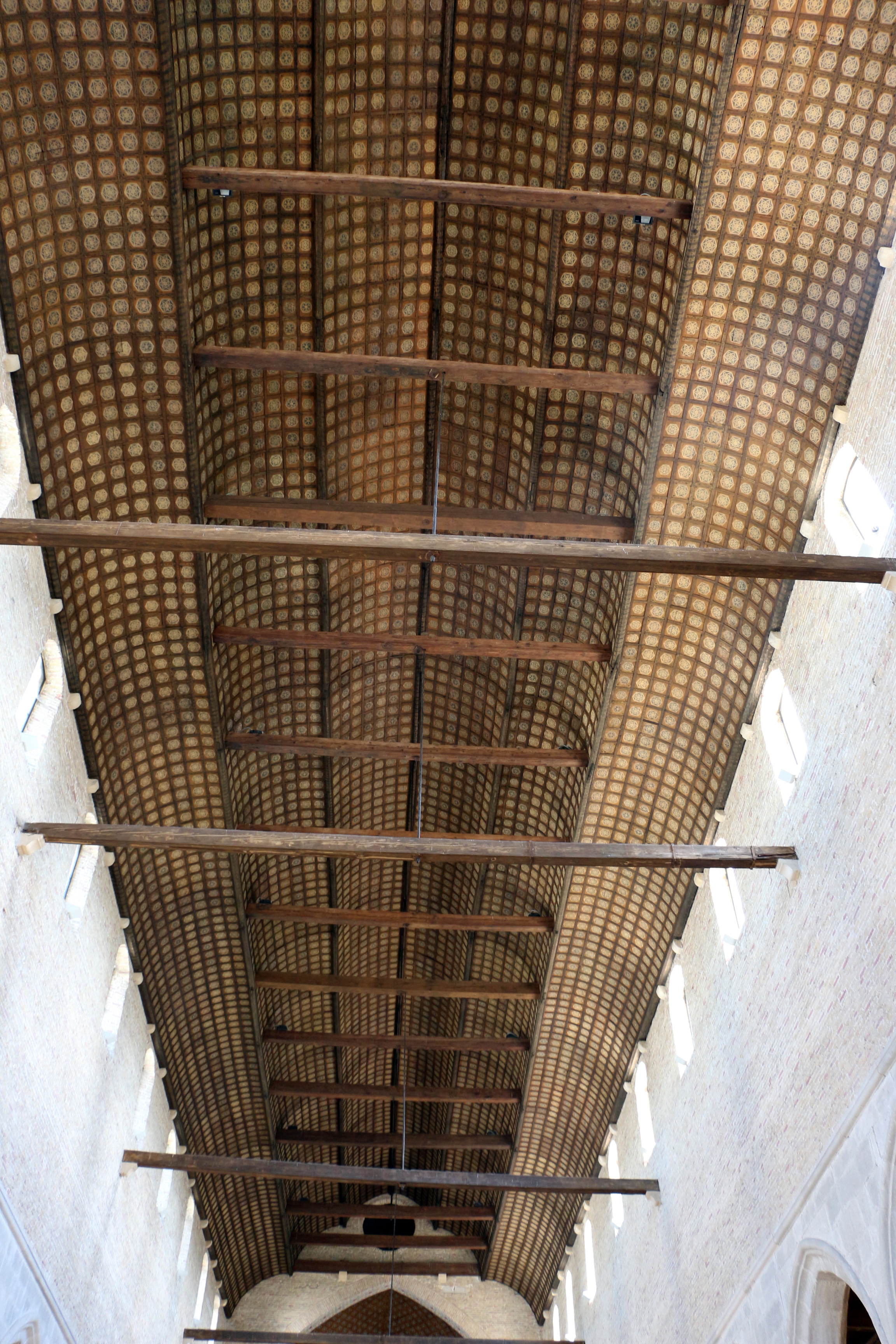
Plafond de bois en carène
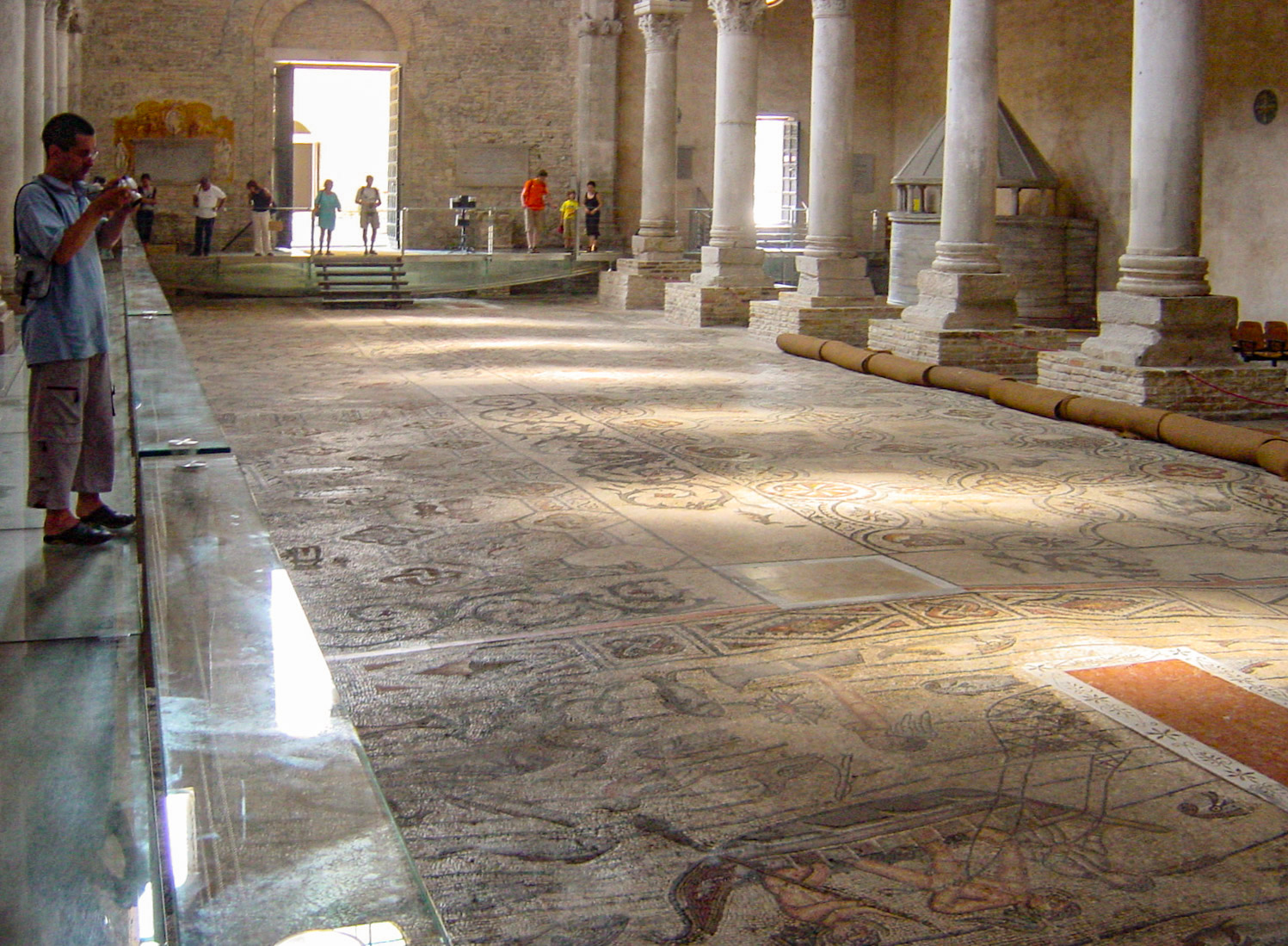
Pavement du sol en mosaïques
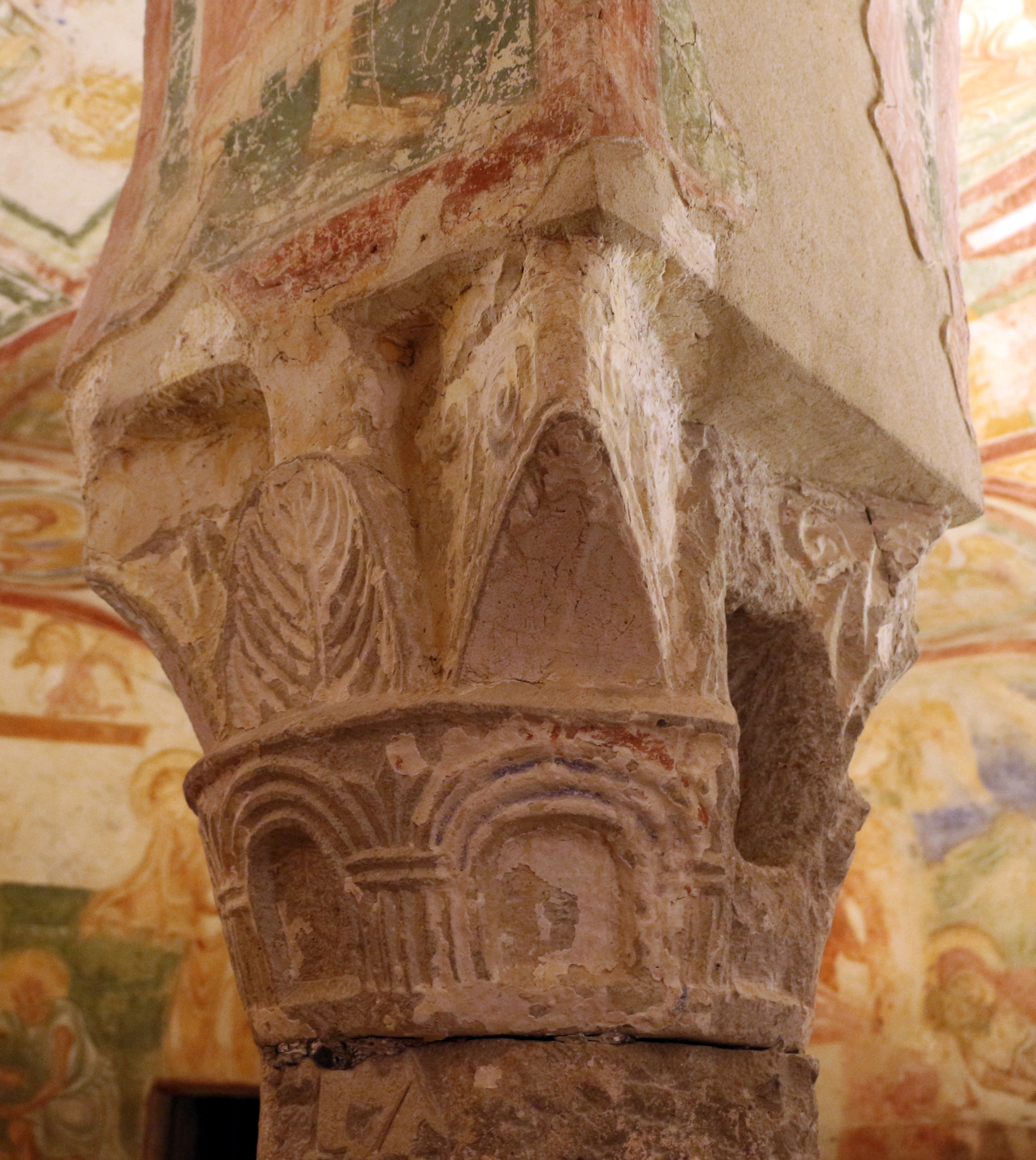
Chapiteau

### Mosaïques
La mosaïque qui couvre plus de 760 m2 est encore aujourd'hui la plus ancienne mosaïque chrétienne et surtout la plus grande d'Occident.
Découvert en 1909, après le retrait du revêtement en argile posé au XIe siècle à l’époque de Poppon, le sol en mosaïque polychrome, de 37 × 20 m, date du IVe siècle. En parfait état, il évoque, par ses motifs décoratifs, notamment des scènes bibliques,.
Les représentations principales du sol peuvent être divisées en quatre travées, à partir de l'entrée.
Dans la première, apparaissent divers portraits de donateurs, des nœuds avec des ellipses croisées appelées nœuds de Salomon, symbole d'union entre l'homme et la sphère du divin, des animaux, ainsi qu'un panneau inséré ultérieurement avec le combat entre le coq et la tortue, un combat symbolique entre le bien et le mal, également présent dans la crypte des fouilles. Le coq, qui chante à l'aube au lever du soleil, est considéré comme un symbole de la lumière du Christ ; la tortue est un symbole du mal, du péché à cause de l'étymologie du terme qui vient du grec tartarukos, « habitant du Tartare ».

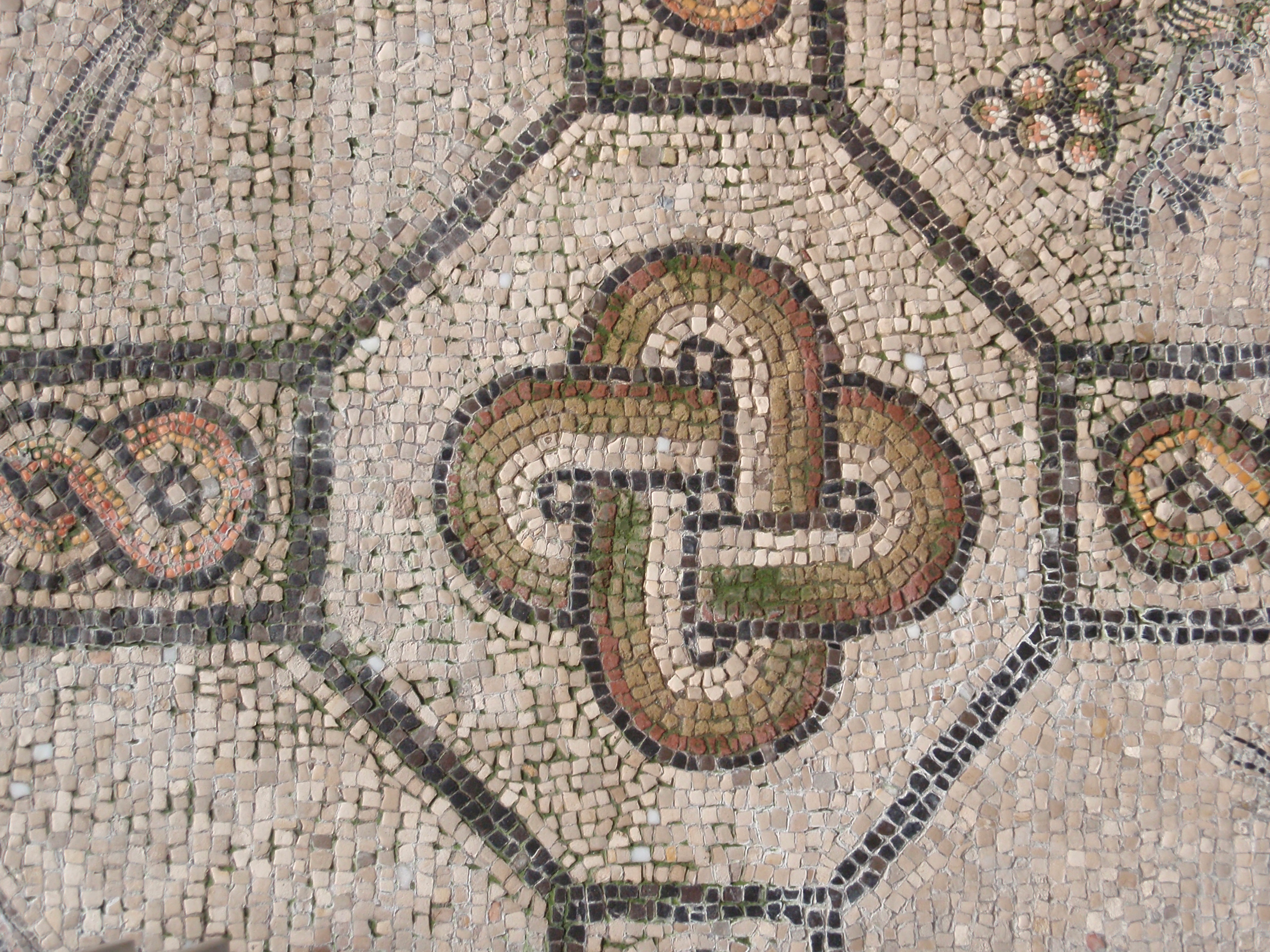
Nœud de Salomon
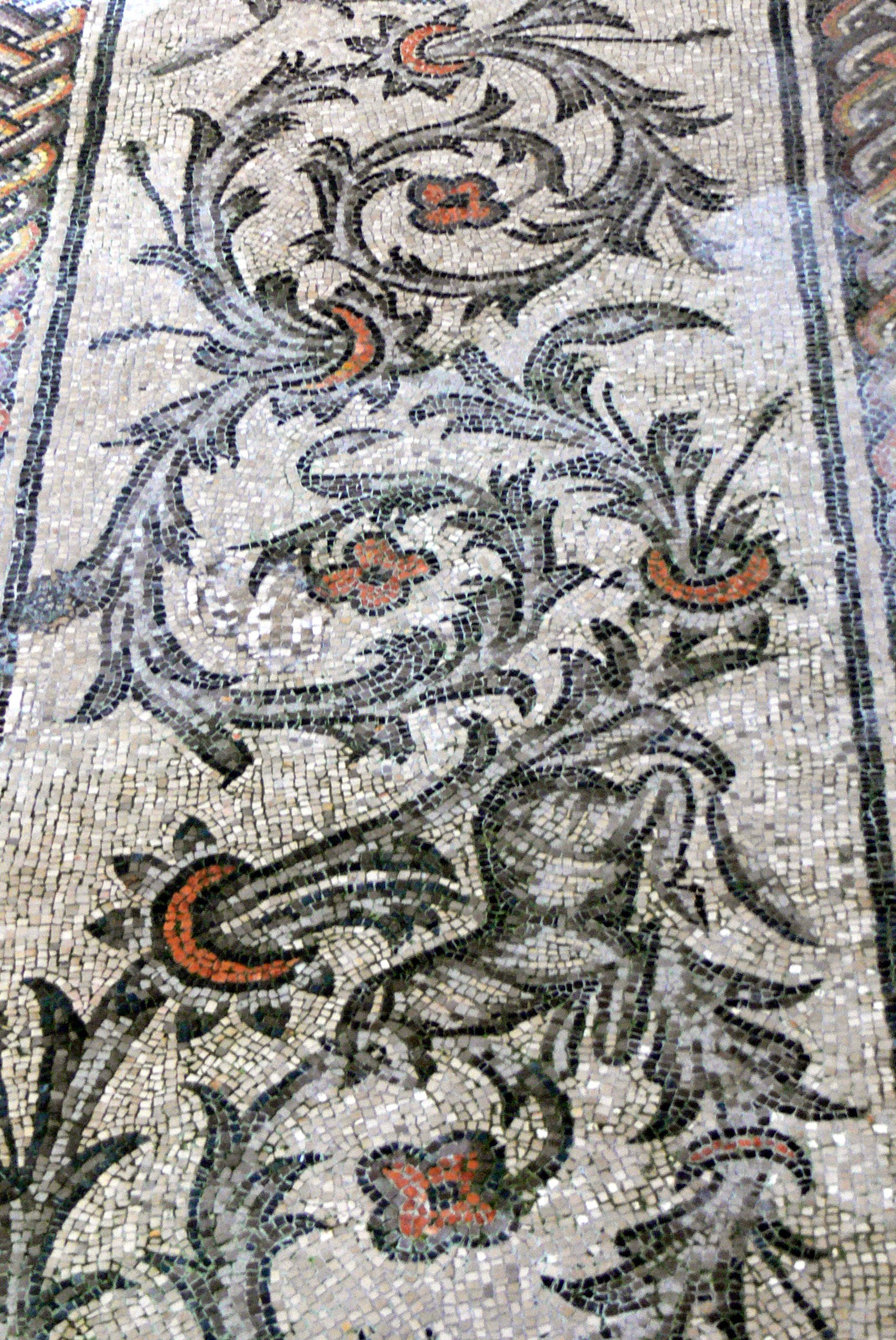
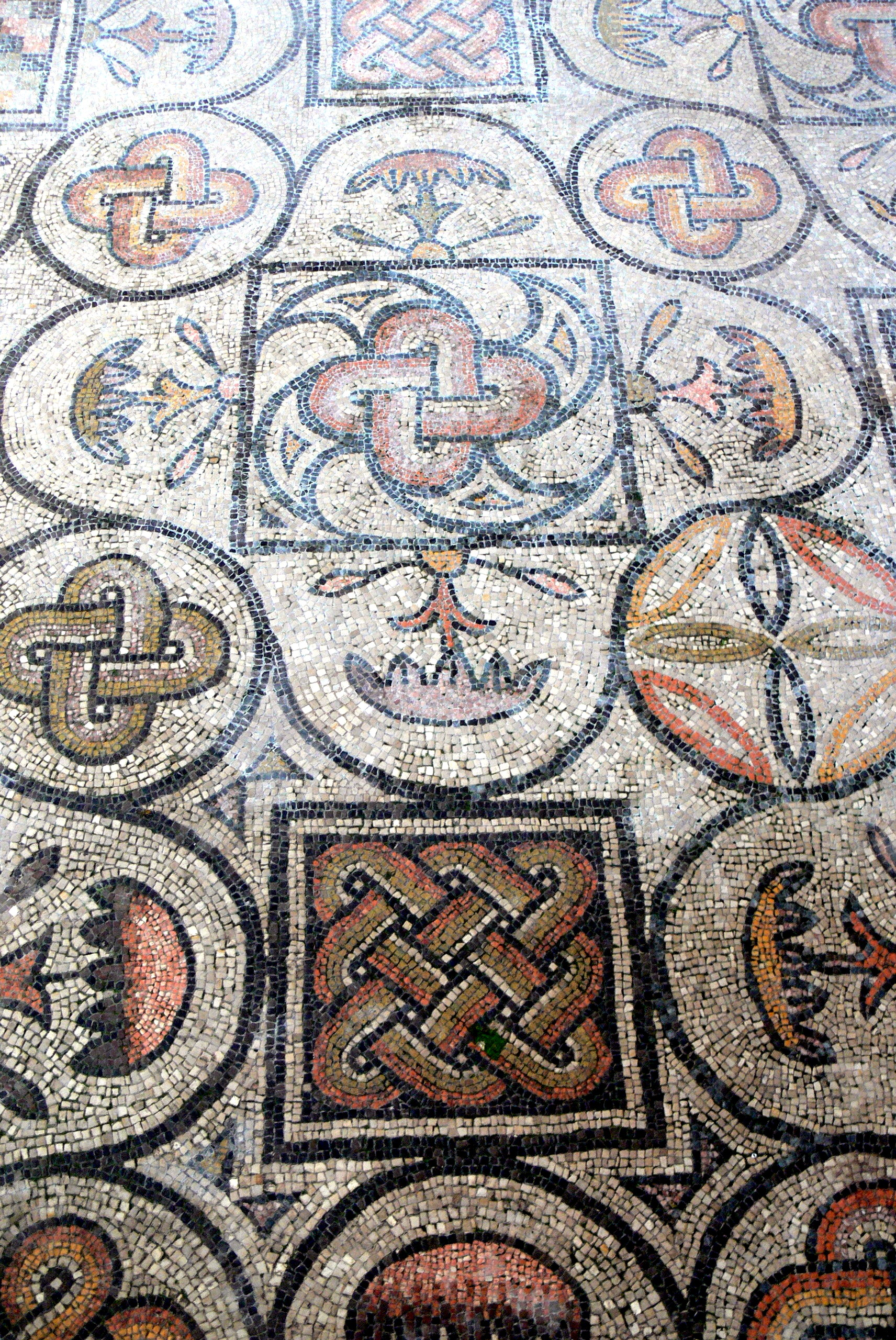

Dans la seconde travée, les portraits d'hommes et de femmes sont insérés dans des clipei, parmi lesquels figurent également des représentations des saisons. Dans ces portraits, la ligne en carreaux noirs prend une valeur spécifique, qui accentue particulièrement les couleurs et les traits, ainsi que le contraste des couleurs utilisées dans les visages et les vêtements. Selon certains érudits dont Heinz Kähler, il est possible que dans les principaux portraits figure la famille de l'empereur Constantin Ier avec sa mère Hélène, son épouse Fausta et ses quatre enfants, : l'empereur romain est venu plusieurs fois entre 313 et 333, à Aquilée qui, en conséquence, a reçu des avantages généreux.

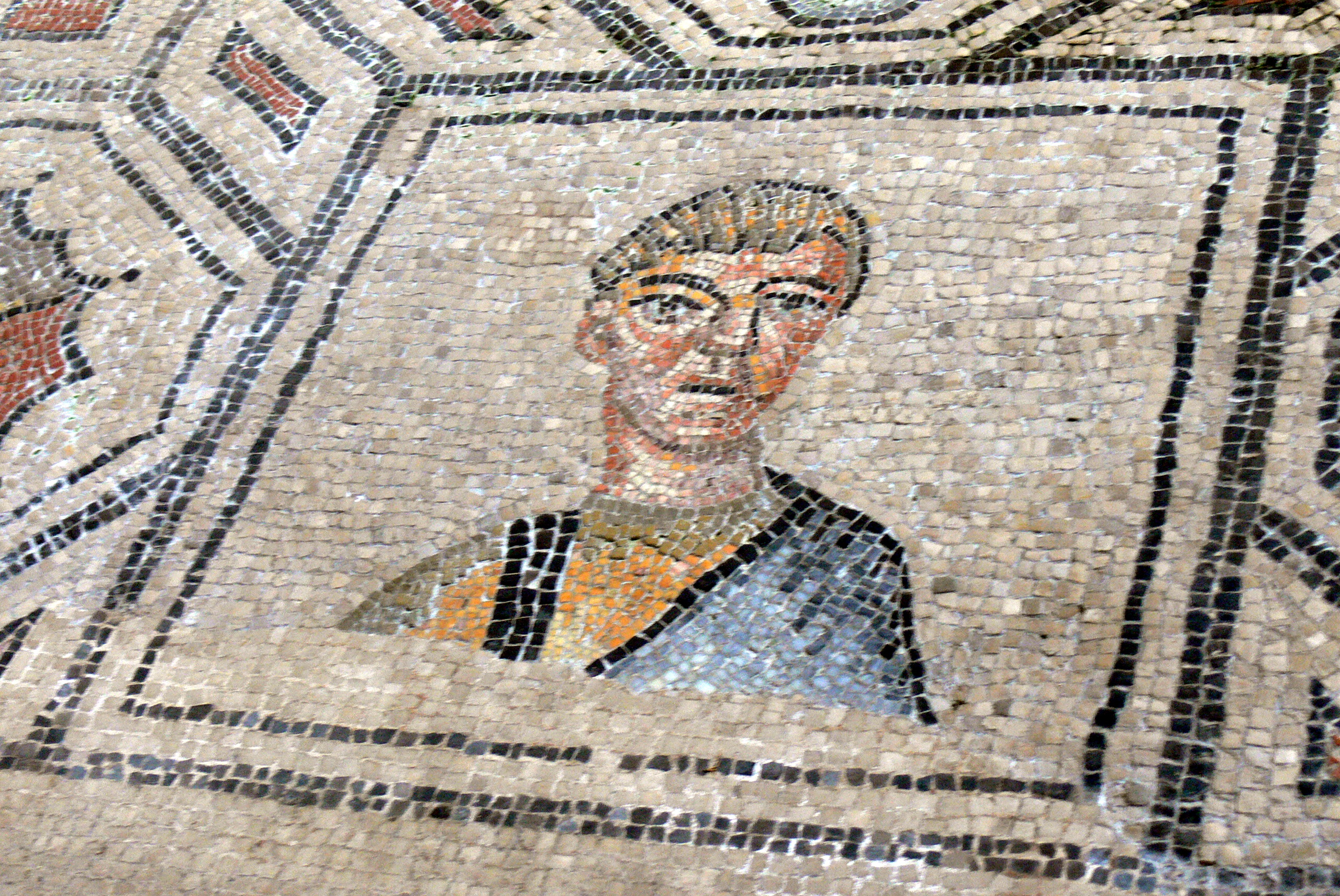
Portrait d'un donateur.
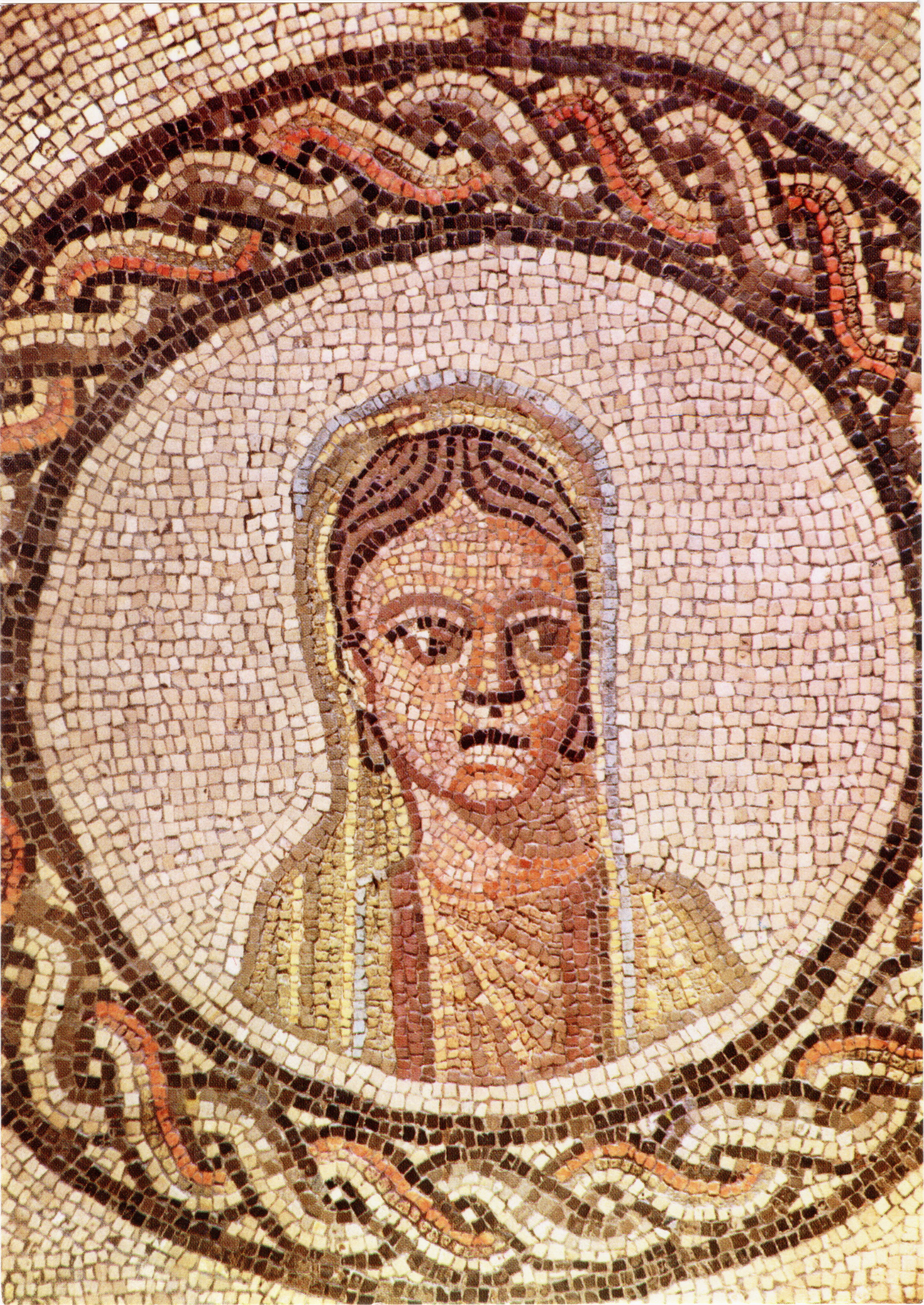
Portrait d'une donatrice.
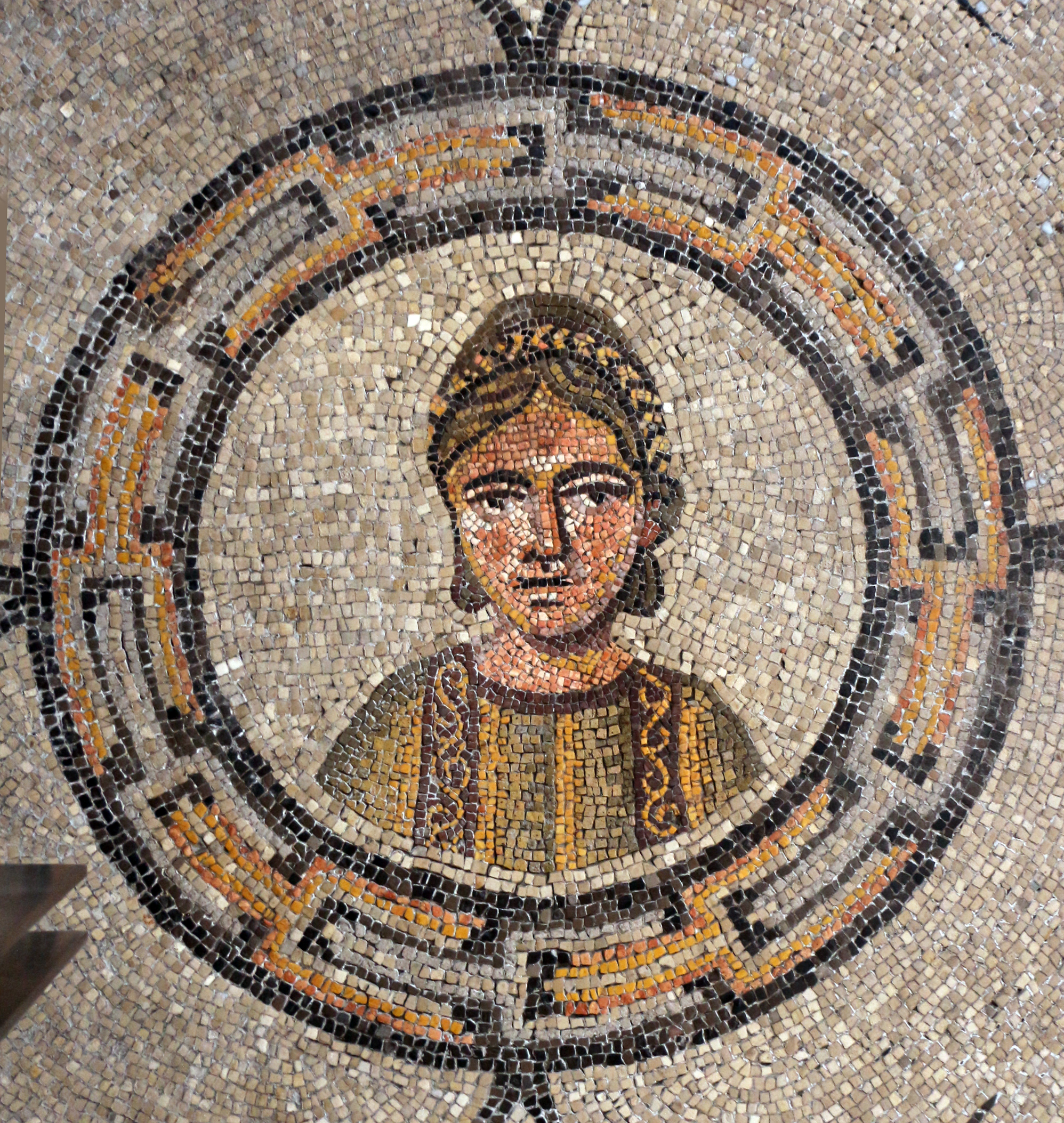
Portrait d'une donatrice.

Toujours dans la deuxième travée, Jésus est représenté comme le Bon Pasteur dans une attitude médiatisée par le classicisme païen, avec la brebis sur ses épaules, exactement comme le dieu Mercure du monde gréco-romain. Autour, dans des cadres octogonaux, se trouvent des poissons, un cerf, une gazelle, divers oiseaux posés sur des branches et des cigognes.

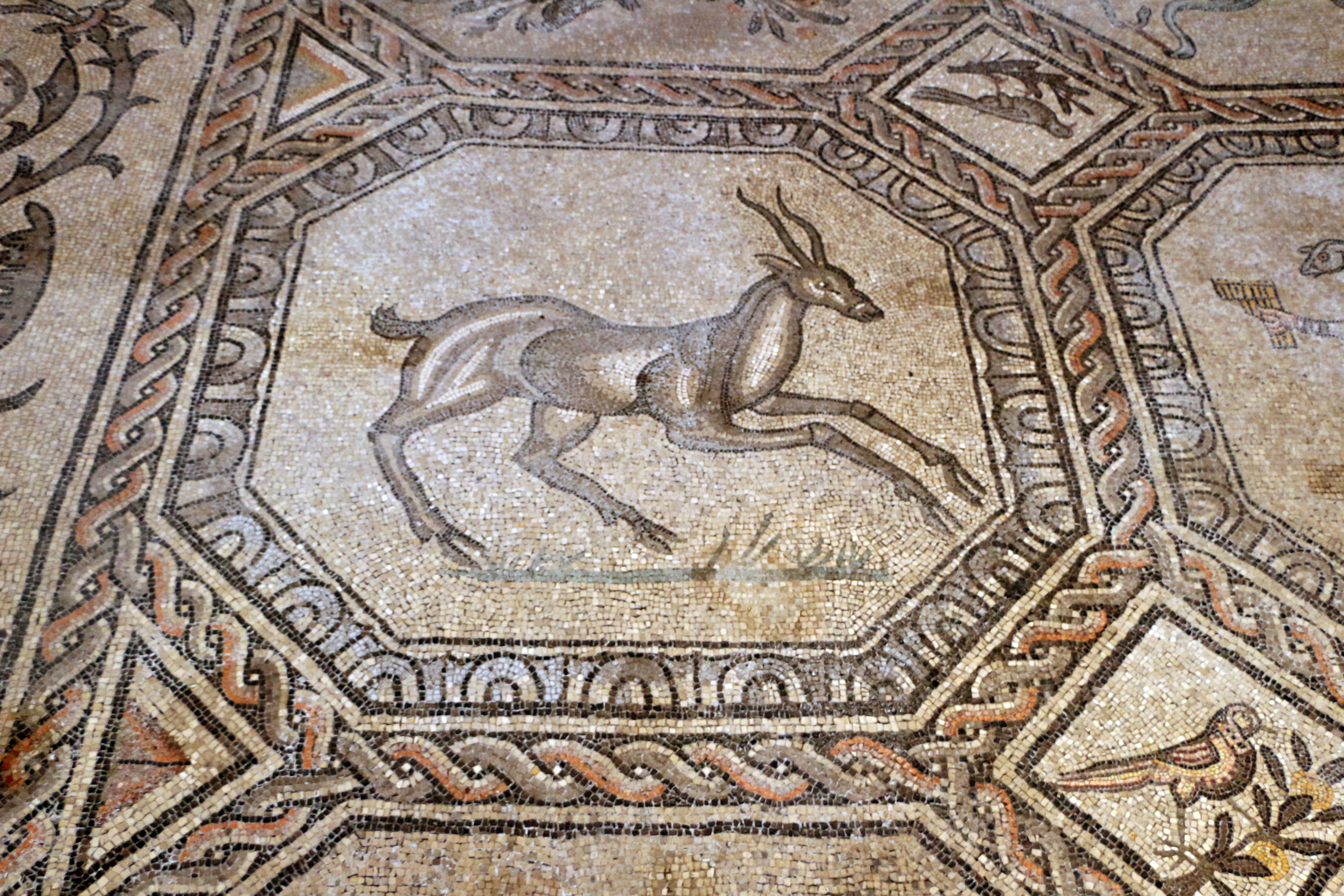
Antilope
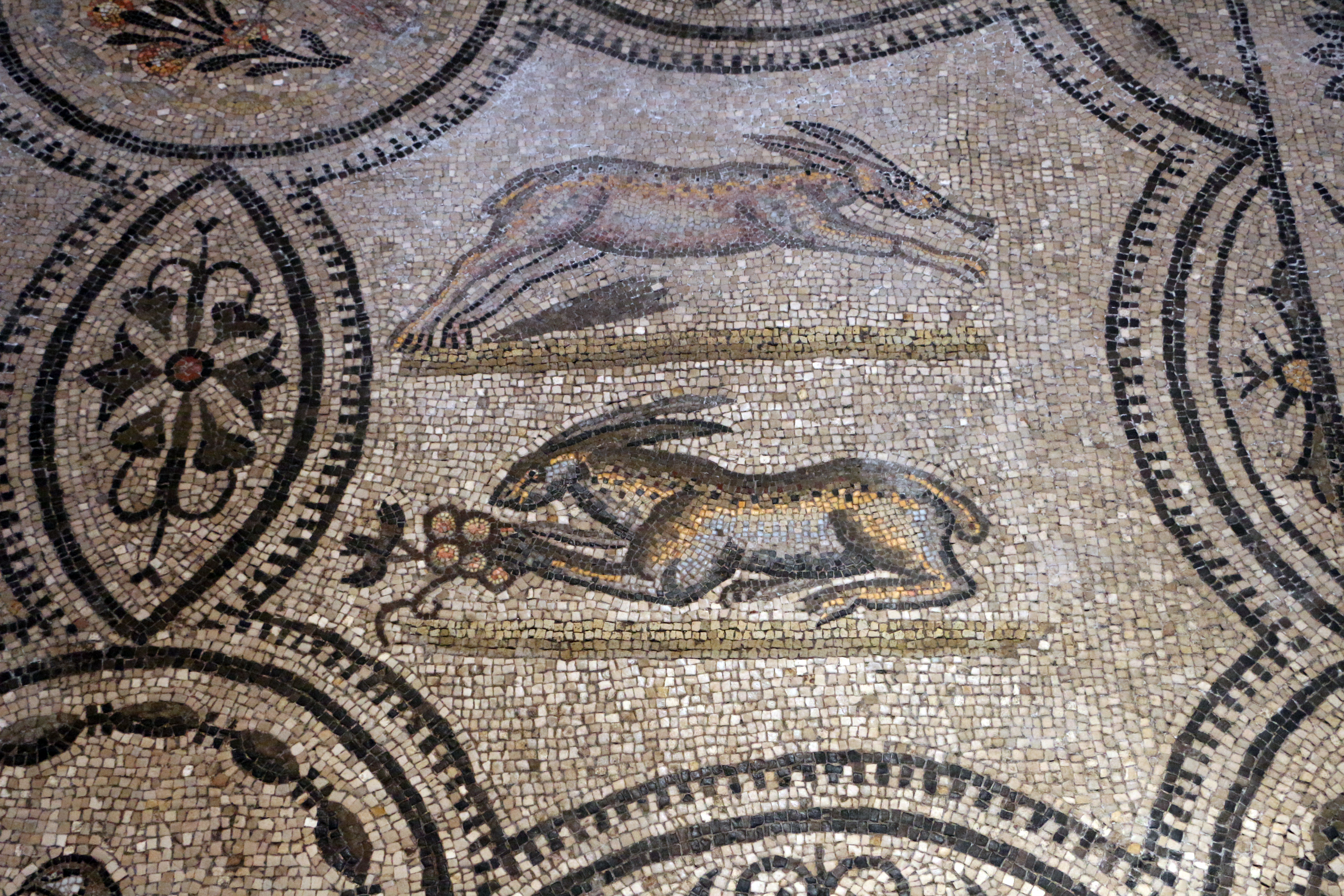
Ânes

Dans la troisième travée, où se dressait autrefois l'autel, la scène allégorique de la Victoire ailée avec couronne et palme figure dans le panneau central. La signification est d'une importance considérable pour le Église chrétienne primitive, qui devient de fait, après l'édit de Milan, la principale religion de l'Empire romain.
Enfin, la quatrième travée, qui conclut le cycle des représentations, est constituée d'un seul tapis de mosaïque, qui représente une mer pleine de poissons, avec l'histoire de Jonas, un prophète juif, envoyé par Dieu pour prêcher dans la ville de Ninive en Mésopotamie. Jonas s'enfuit sur un navire phénicien ; jeté à la mer par des marins, puis avalé par un monstre marin, il est ensuite recraché par ce même monstre sur les côtes de la Palestine. L'histoire de Jonas est un motif récurrent dans l'art paléochrétien, car elle est étroitement liée à la résurrection des morts. Les images les plus notables sont :
- Jonas, les bras levés dans un acte de prière, invoque Dieu pour sauver le navire et l'équipage de la tempête ;
- Jonas dans la gueule du monstre marin, ici représenté en pistrix (it), animal fantastique de la mythologie gréco-romaine ;
- Jonas recraché par le monstre ;
- Jonas se reposant sous une pergola de vrilles de citrouille.

Tout autour, entre les lignes qui indiquent les vagues de la mer, figurent divers poissons, poulpes, mollusques et même canards.

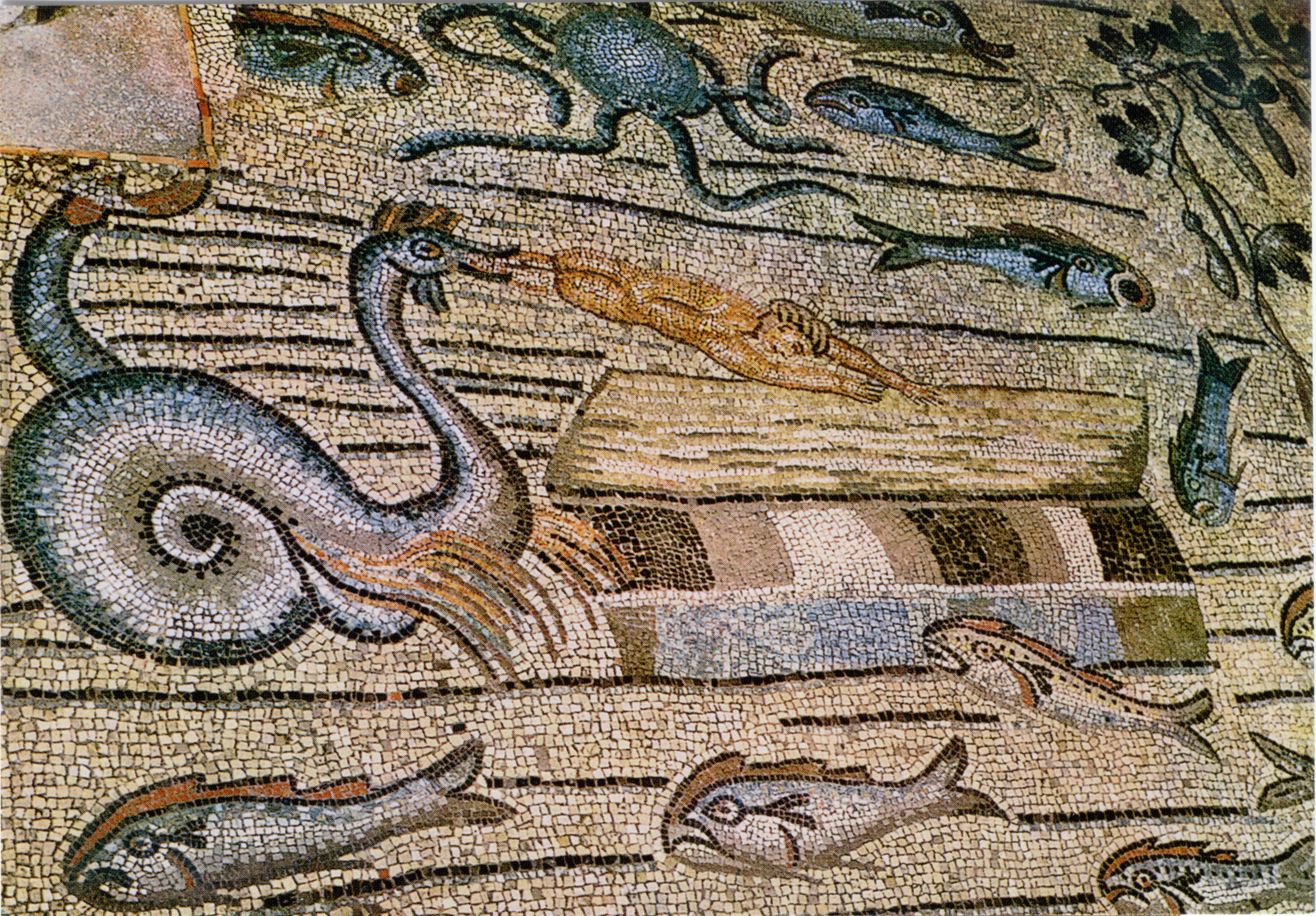
Jonas est jeté à la mer, dans la gueule d'un monstre marin.
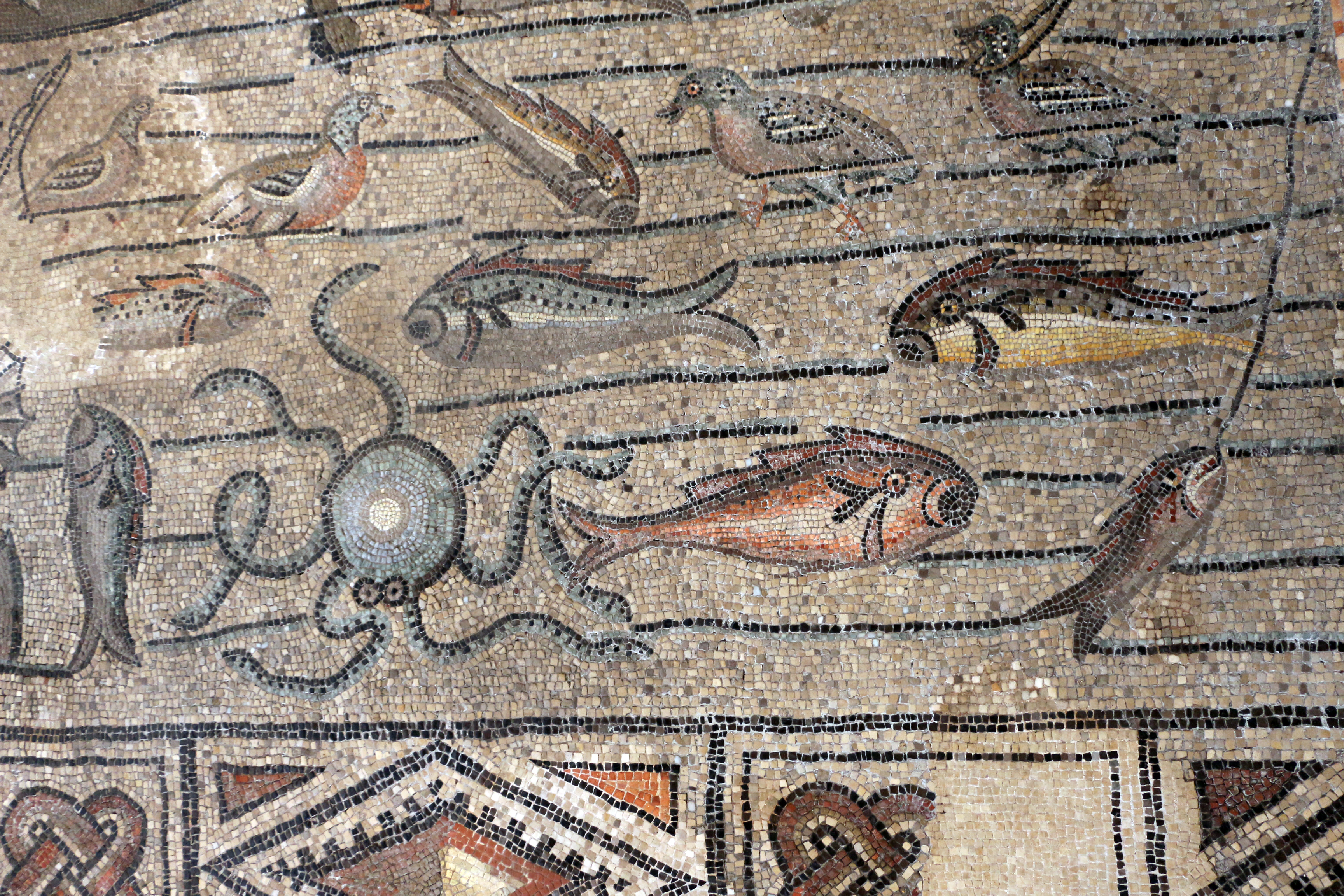
Histoire de Jonas : faune marine.
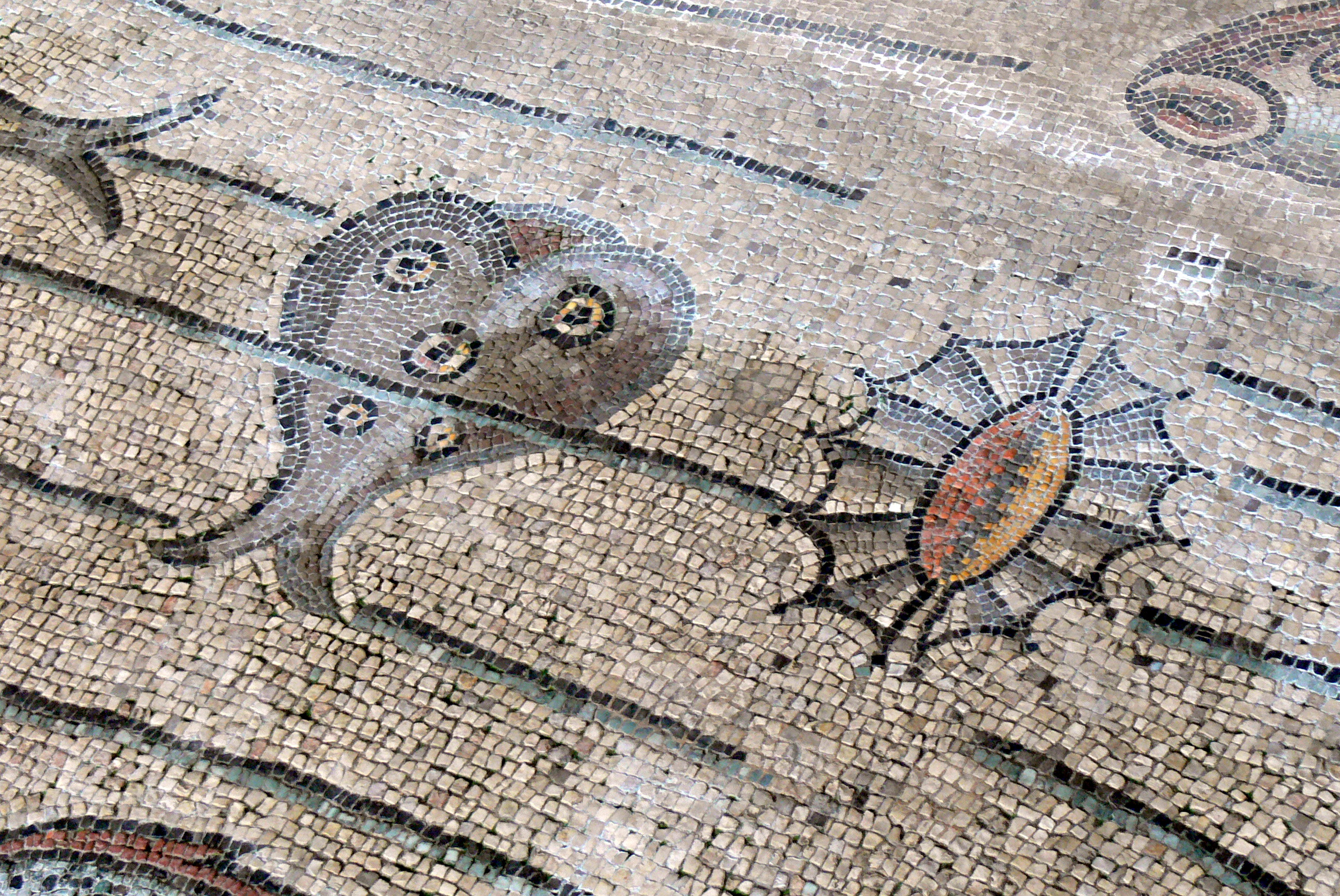
Poissons.

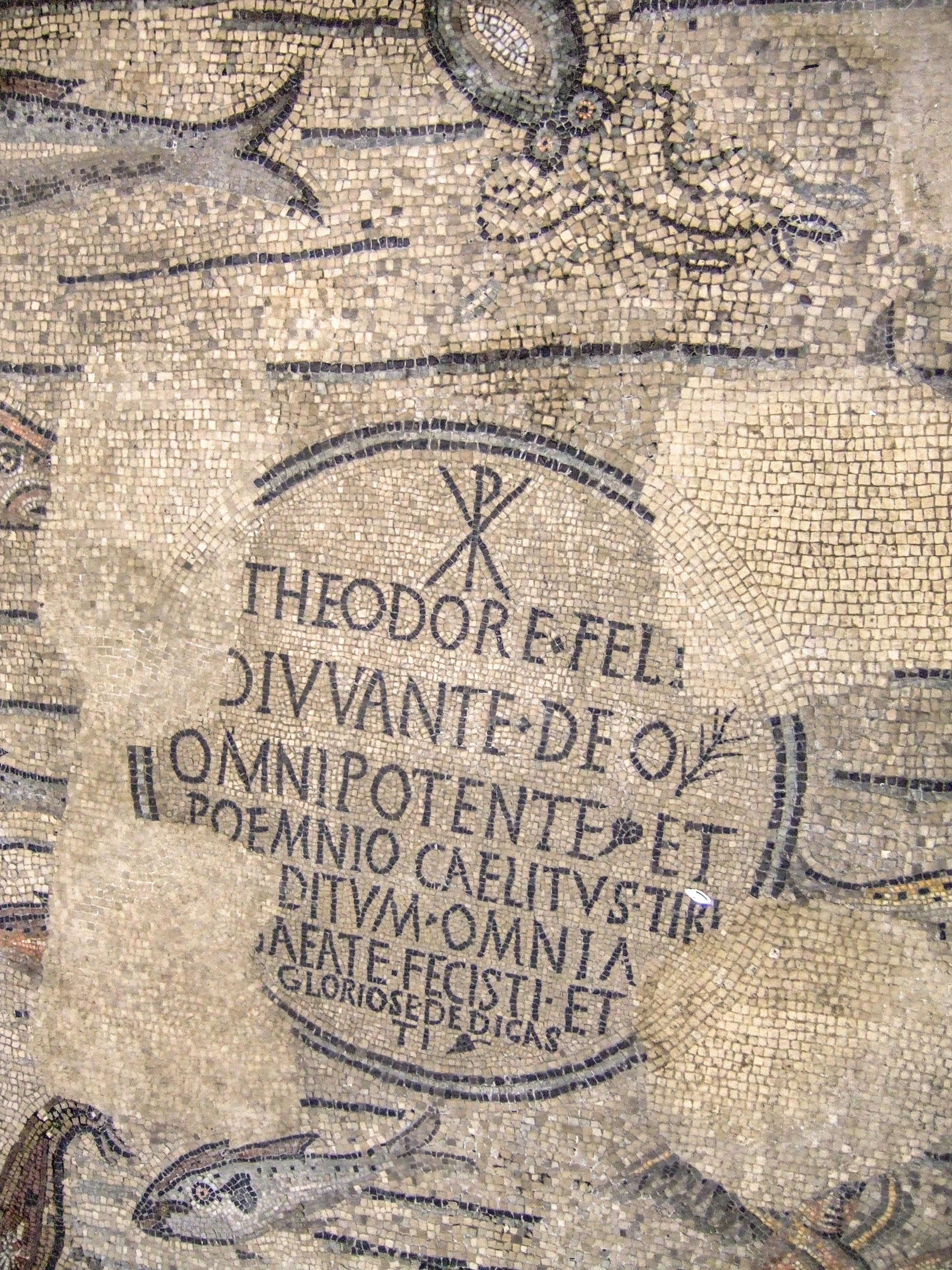
Mosaïque avec la dédicace à l'évêque Théodore (IVe siècle) et l'une des premières attestations dans un édifice public du monogramme chrétien « XP ».

L'épigraphe faisant référence à l'évêque Théodore est située presque au centre du tapis marin, pour compléter la mosaïque après la disparition de Théodore, où l'on peut lire : 
XP
THEODORE FELI[X]
[A]DIVVANTE DEO
OMNIPOTENTE ET
POEMNIO CAELITVS TIBI
[TRA]DITVM OMNIA
[B]AEATE FECISTI ET
GLORIOSE DEDICASTI
Traduction : « Bienheureux Théodore, avec l'aide de Dieu tout-puissant et du troupeau qu'il t'a confié, tu as achevé cette église et glorieusement l'as consacrée. »
De nombreuses autres images et allégories chrétiennes sont présentes sur les mosaïques : le « poisson », ichthys en grec, acronyme de Ἰησοῦς Χριστός, Θεοῦ Υἱός, Σωτήρ ( Iesoùs Christòs Theoù Uiòs Sotèr, c'est-à-dire « Jésus-Christ fils de Dieu Sauveur »), la pêche, les raisins, des oiseaux, le combat entre le coq et la tortue. Au milieu d'une mosaïque représentant le combat entre le coq et la tortue, se trouve une petite colonne surmontée du prix du vainqueur. Sur la colonne, figurent deux autres symboles : l'infini, qui rappelle la réalité du mystère divin, qui n'a ni commencement ni fin ; et trois C (CCC), symbole du mystère Trinitaire, mais surtout de la croix, instrument de victoire pour les chrétiens : en grec le nombre 300 (CCC) est indiqué par la lettre TAU (T), dont la signification par rapport au croix est tout à fait évidente dans l'Apocalypse, où les membres de l'Agneau sont marqués d'un tau, ainsi que dans la littérature des Pères de l'Église,.

### Chœur

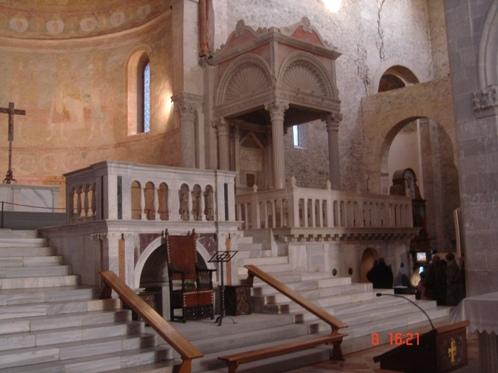
Abside et Tribuna Magna.

La chaire marmoréenne, la Tribuna Magna de 1493, est l'œuvre de Bernardino da Bissone ; deux autres maestri comacini, les frères Sebastiano et Antonio da Osteno, ont réalisé vers 1498 les bas-reliefs du maître-autel consacrés à la sainte Vierge et aux saints Ermacora et Fortunato.

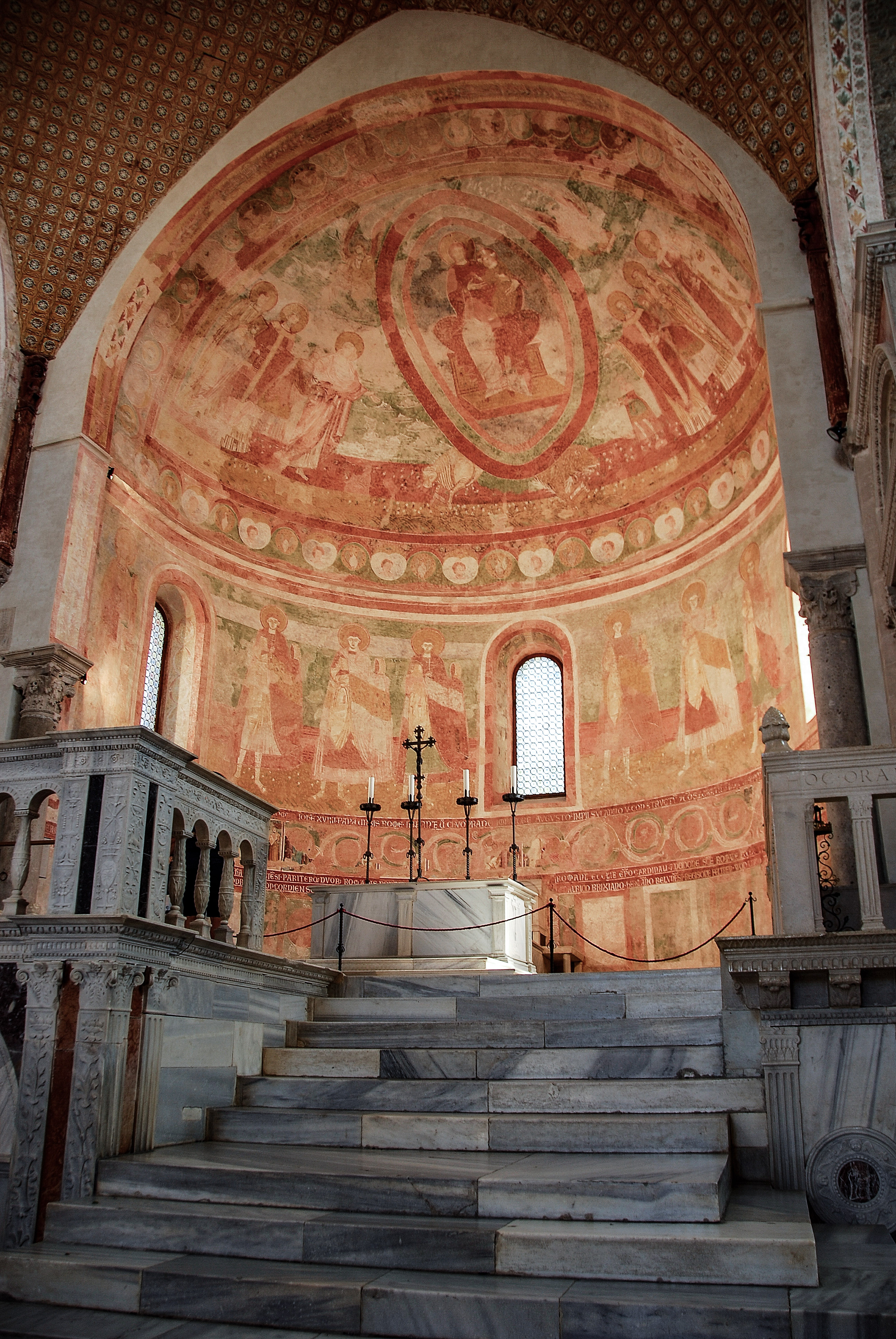
Ensemble des fresques du chœur.

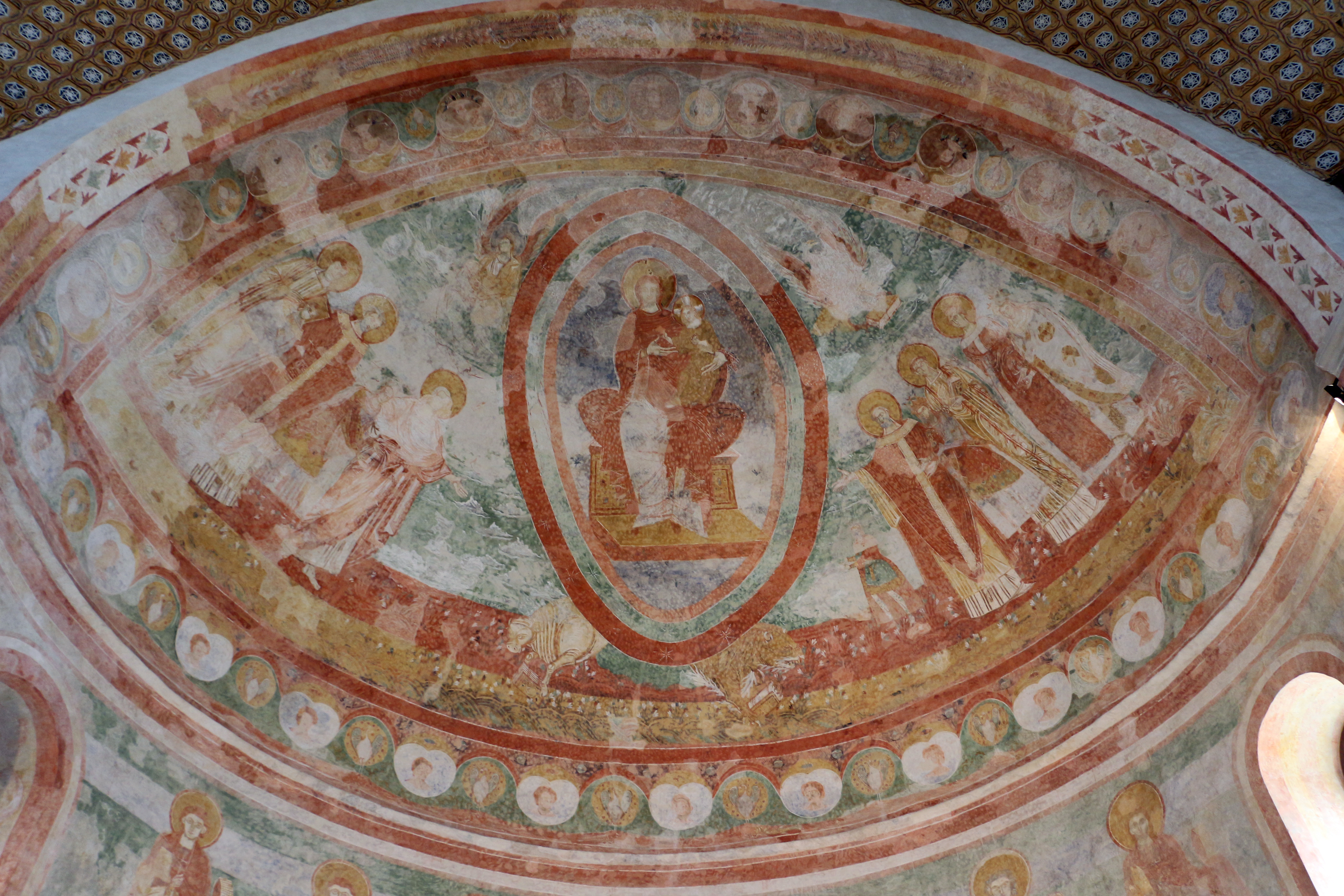
Fresque de l'abside, ca. 1021-1031. Vierge à l'enfant intronisée entourée des Saints d'Aquilée. Le patriarche Poppon (représenté entre les deux premiers saints du groupe de gauche) présente la basilique à la Vierge en présence de l'empereur Conrad II (figuré entre les deux premiers saints du groupe de droite).

Au-dessus de la crypte, les fresques de la voûte de l'abside, mises au jour à la fin du XIXe siècle, représentent la Vierge à l'Enfant, des saints, des martyrs et l’évêque Poppon, dont une Vierge à l'enfant intronisée entourée de symboles évangéliques et les Saints d'Aquilée, placés sur les côtés. Parmi ces derniers, à gauche, entre les première et deuxième figures, est représenté Le patriarche Poppon présentant le modèle de la Basilique à la Vierge, tandis qu'à droite, entre les saints Hermagore et Fortunato, figure l'empereur Conrad II le Salique ; dans les deux cas, les personnages sont peints dans des dimensions plus petites.
Une longue inscription rappelle la date du 13 juillet 1031, date de la consécration de la basilique en la fête des saints Hermagore et Fortunato. Deux cardinaux envoyés de Rome et de nombreux évêques suffragants d'Aquilée étaient présents à la célébration religieuse.

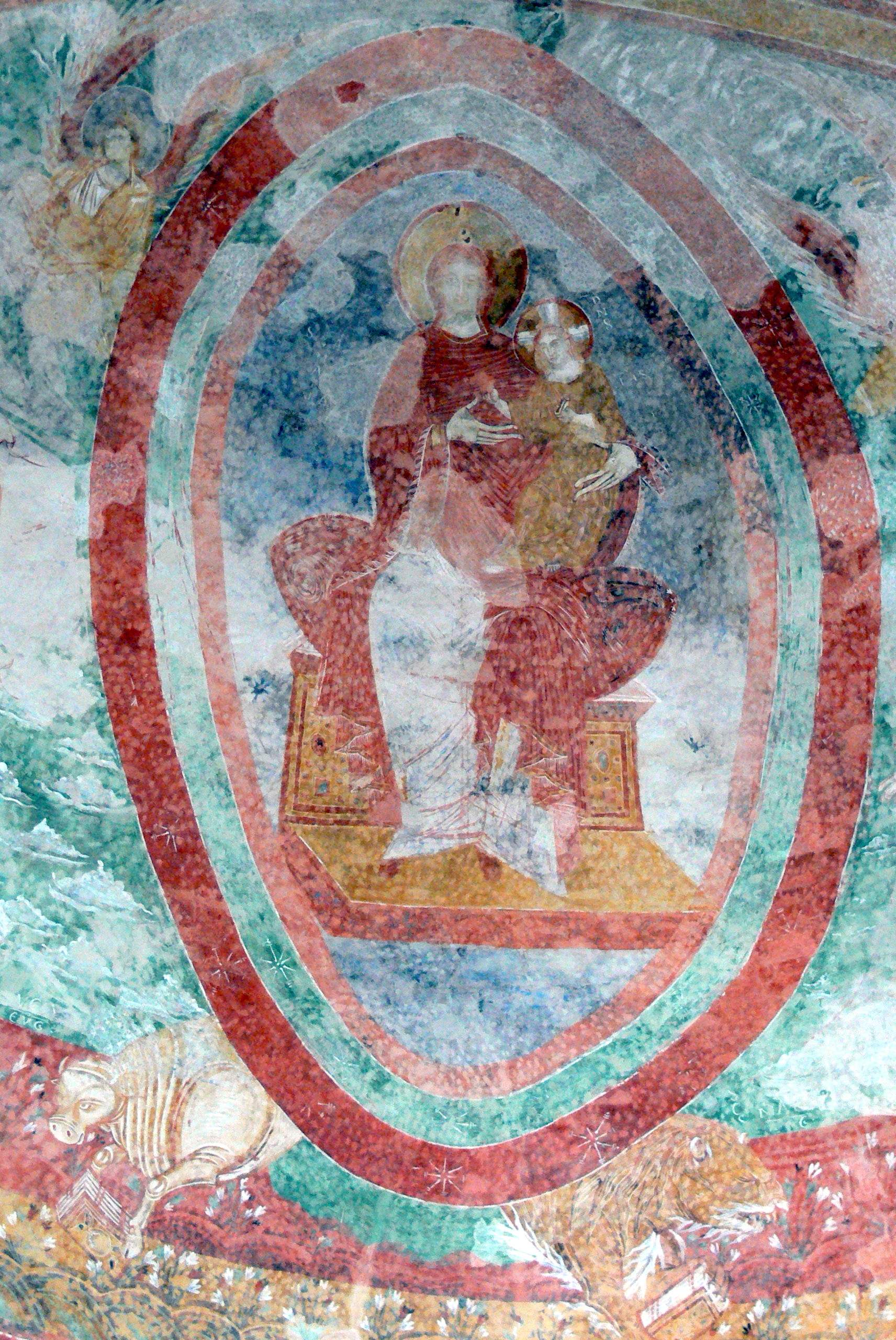
Vierge à l'enfant intronisée
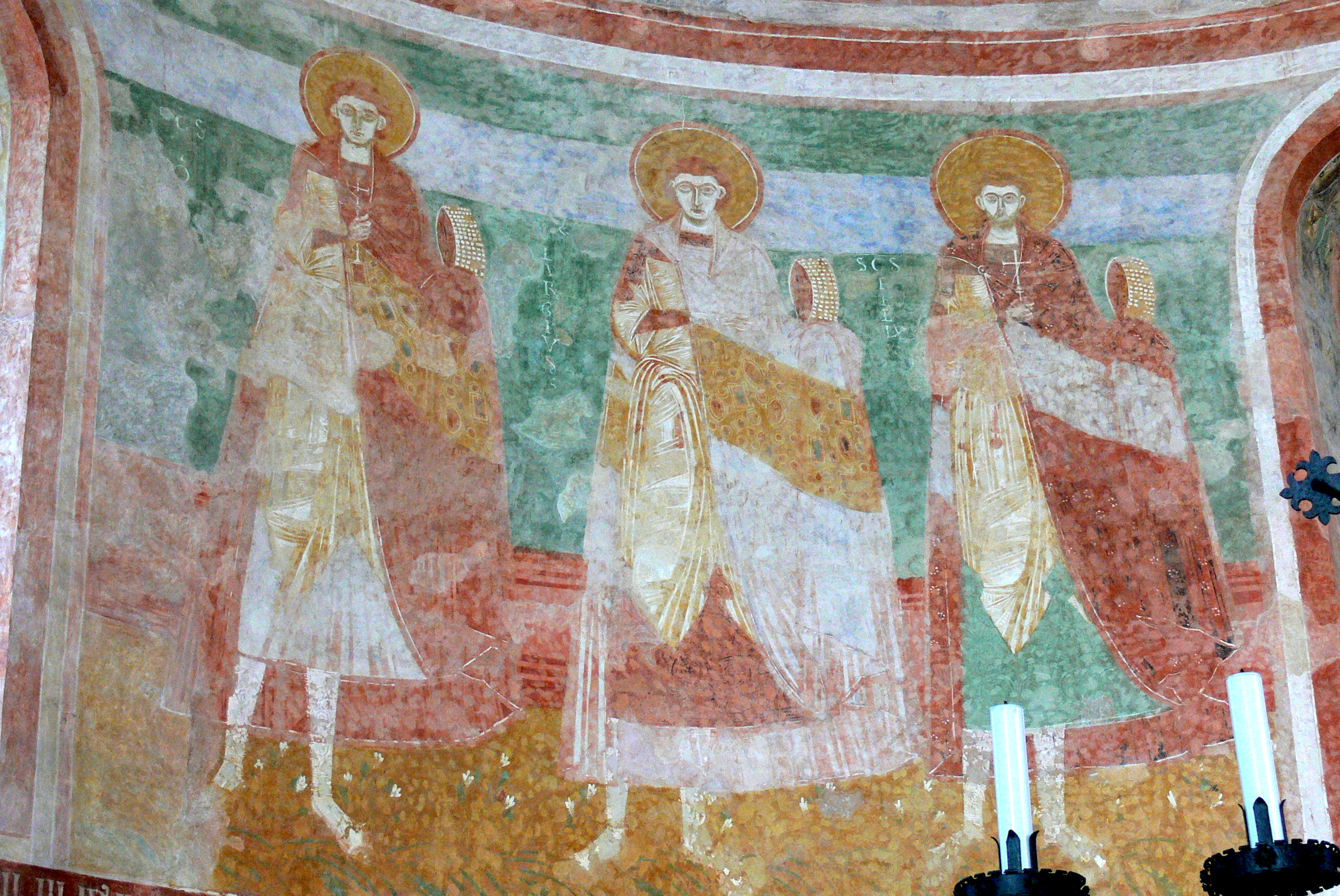
Trois des martyrs du registre inférieur
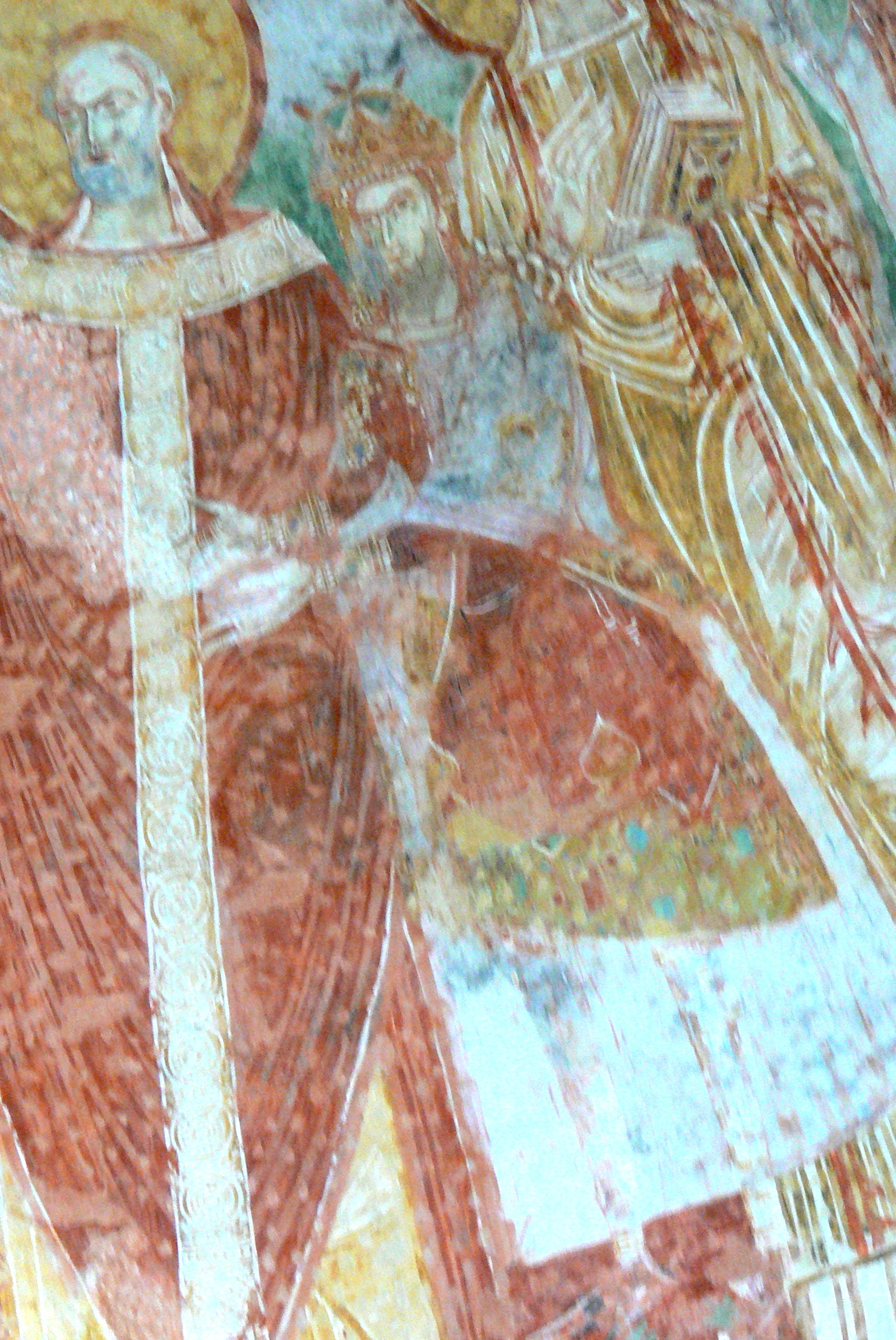
L'empereur Conrad II

### Chapelle de Sant'Ambrogio ou des Torriani
La chapelle de Sant'Ambrogio ou des Torriani, commandée en 1298 par le patriarche milanais Raimondo della Torre (1273 - 1299), se trouve au fond de la nef droite, fermée par un portail. Elle était destinée à la sépulture de la famille (quatre Della Torre étaient patriarches, trois reposent dans la chapelle) : l'arche de marbre rouge à gauche abrite la tombe de Raimondo, la seconde simple et sans décorations est celle de Pagano. À droite, se trouvent la tombe en marbre blanc de Rainaldo, fils de Corrado della Torre et trésorier de l'église d'Aquilée, et celle de Ludovico, et au milieu, la pierre tombale d'Allegranza da Rho, épouse de Corrado et mère de Rainaldo. Au mur, une fresque représente la Crucifixion et l'autre les membres de la famille Della Torre.

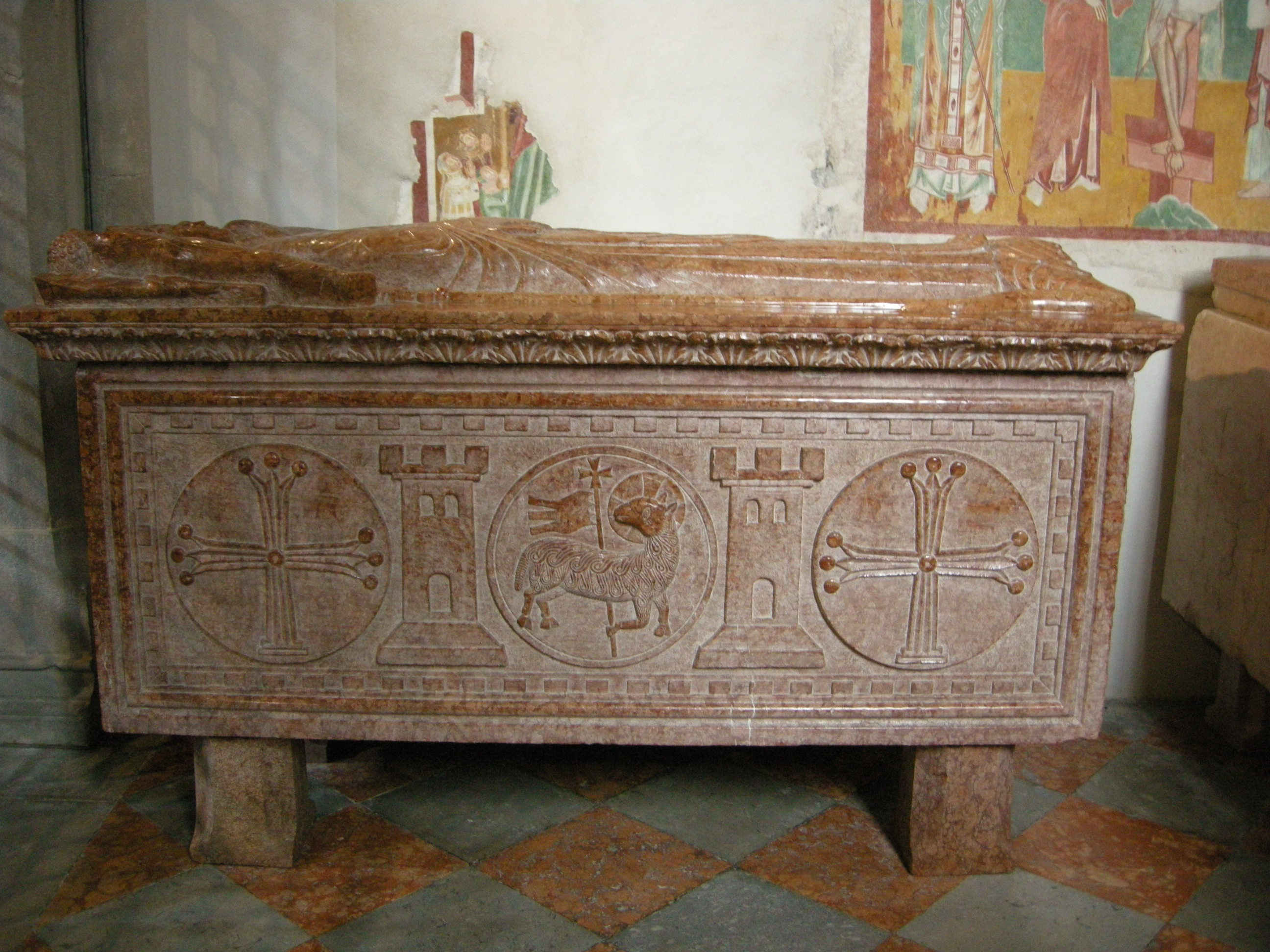
Tombe du patriarche Raimondo della Torre.
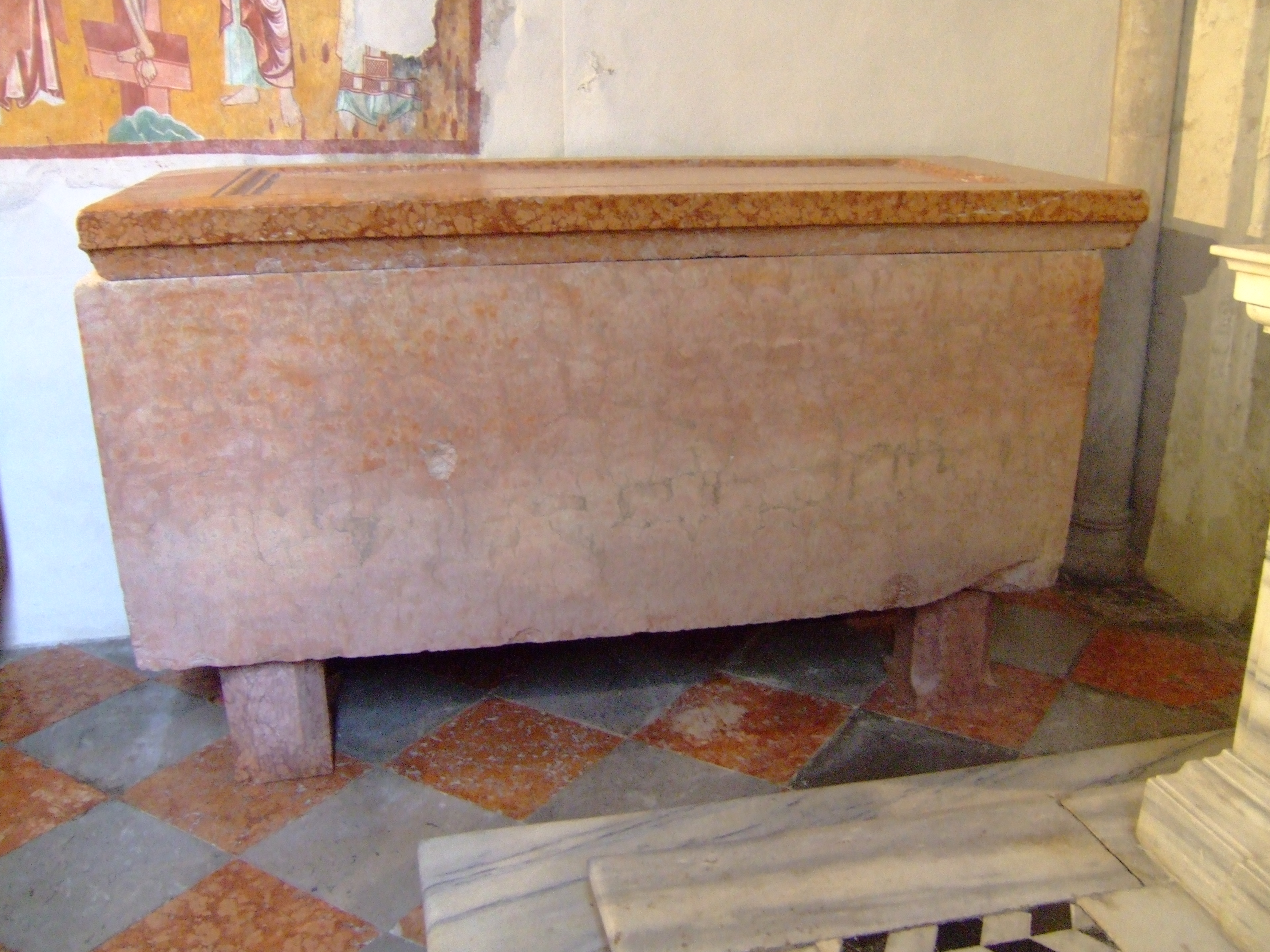
Tombe du patriarche Pagano della Torre.
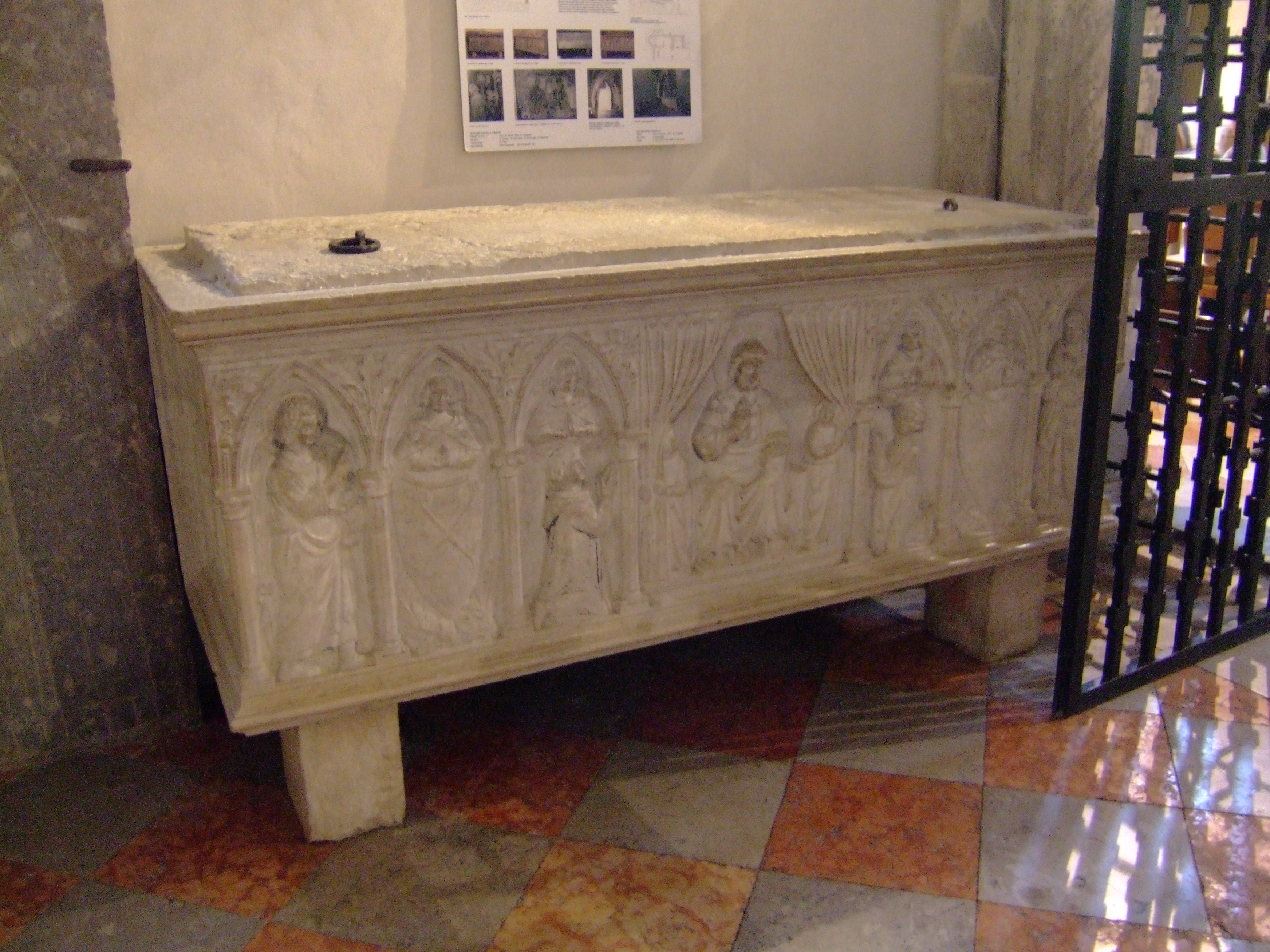
Tombe du patriarche Ludovico della Torre.

### Crypte des fresques

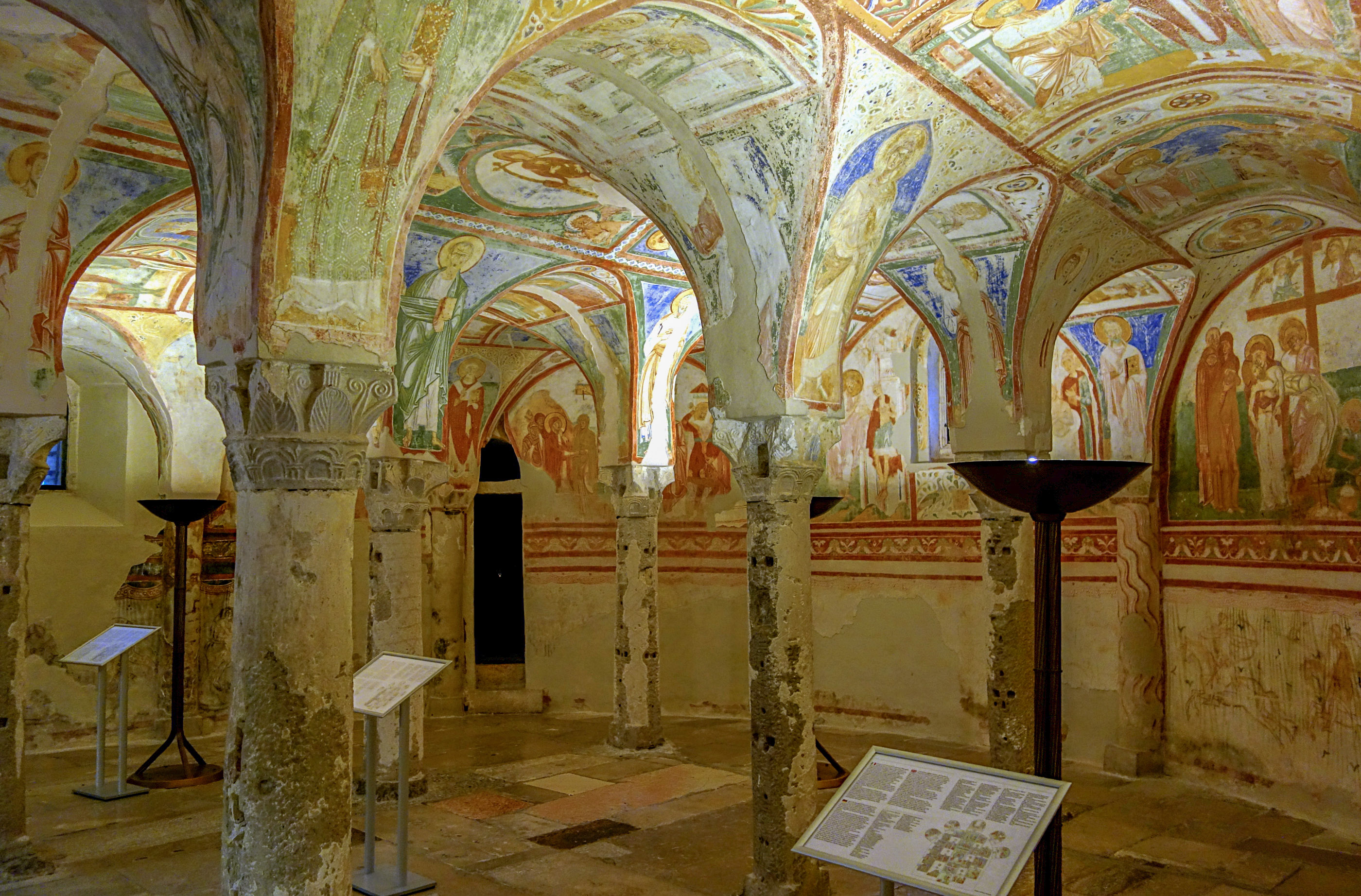
Crypte des fresques.

Situé sous le chœur, elle se composait à l'origine d'une salle carrée divisée en trois nefs, avec de nombreux chapiteaux encore présents, et a été construite lors de la restructuration voulue par le patriarche Maxence au début du IXe siècle pour abriter les reliques des saints locaux. Elle prit sa forme actuelle à l'époque de Poppon, au XIe siècle, lors de l'adjonction de l'abside.
Toute la crypte, y compris les colonnes, est décorée de fresques avec des Histoires de la vie de Jésus et de Marie (murs latéraux et lunettes), des figures de saints (plafonds voûtés) et des Histoires de la vie de saint Marc et de saint Hermagore (voûtes). Il y a aussi une dormition et, en bas, un affrontement entre un chevalier occidental et un chevalier oriental (ce dernier se tourne vers l'arrière tout en ajustant son arc). Le style est encore byzantin et remonte à la seconde moitié du XIIe siècle, avec les interventions d'Ulrico di Treven, même si certains savants déplacent la datation à la première moitié du XIe siècle.

### Crypte des fouilles
Situé à gauche de l'entrée de la basilique, près du Saint-Sépulcre, la crypte s'étend à gauche de la basilique, jusqu'au clocher. Des vestiges de trois époques distinctes ont été retrouvés, se chevauchant, du début de l'empire à la fin du IVe siècle.
Elle conserve en partie les mosaïques, aux références gnostiques, d'un édifice de prestige du Ier siècle que l’évêque Théodore avait choisi au IVe siècle comme lieu d'érection pour sa basilique. Une partie de cette mosaïque a été malheureusement perdue lors de la construction du campanile.
Certaines mosaïques de la crypte des fouilles sont difficiles à interpréter. De nombreuses études ont été menées, dont certaines identifient des liens avec le gnose d'Alexandrie, avec le texte Pistis Sophia. Parmi les mosaïques de cette crypte, figure un âne piétinant, qui pour certains est une représentation du diable qui refuse de reconnaître le Christ, tandis que pour d'autres, il s'agit une représentation du chrétien qui s'est libéré des chaînes de l'esclavage du péché. Le bouc qui porte les symboles de la dignité épiscopale est probablement un rappel du rôle de l'Église et de l'évêque qui est « pasteur de l'unique Pasteur ». Les poules sultanes sont peut-être un rappel de la beauté de la communauté des disciples du Christ. Le nid de perdrix pourrait symboliser le Christ qui couve Juifs et « Gentils » dans le même nid que l'Église. Le homard présent dans ces mosaïques demeure mystérieux,.

## Campanile
Depuis son édification en 1031, le campanile, ou clocher, est resté intact. Dominant la campagne du Frioul du haut de ses 73 mètres, il est construit in opus quadratum avec les pierres récupérées de l'amphithéâtre romain voisin.

## Église des païens
L'église des Païens, ainsi appelée parce que les catéchumènes s'y réunissaient, est située en face de la basilique et est reliée à celle-ci par un portique.

## Baptistère

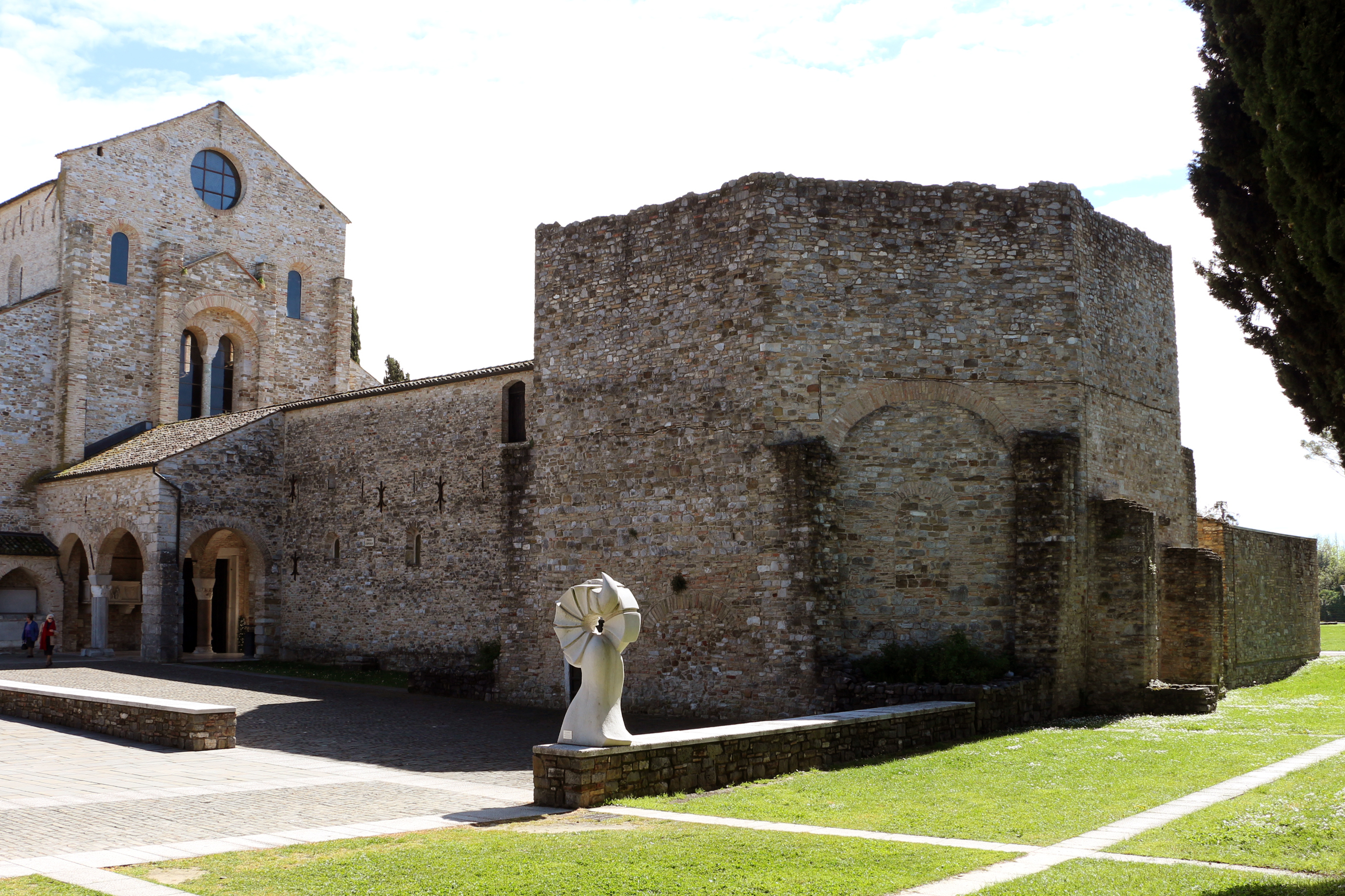
Baptistère

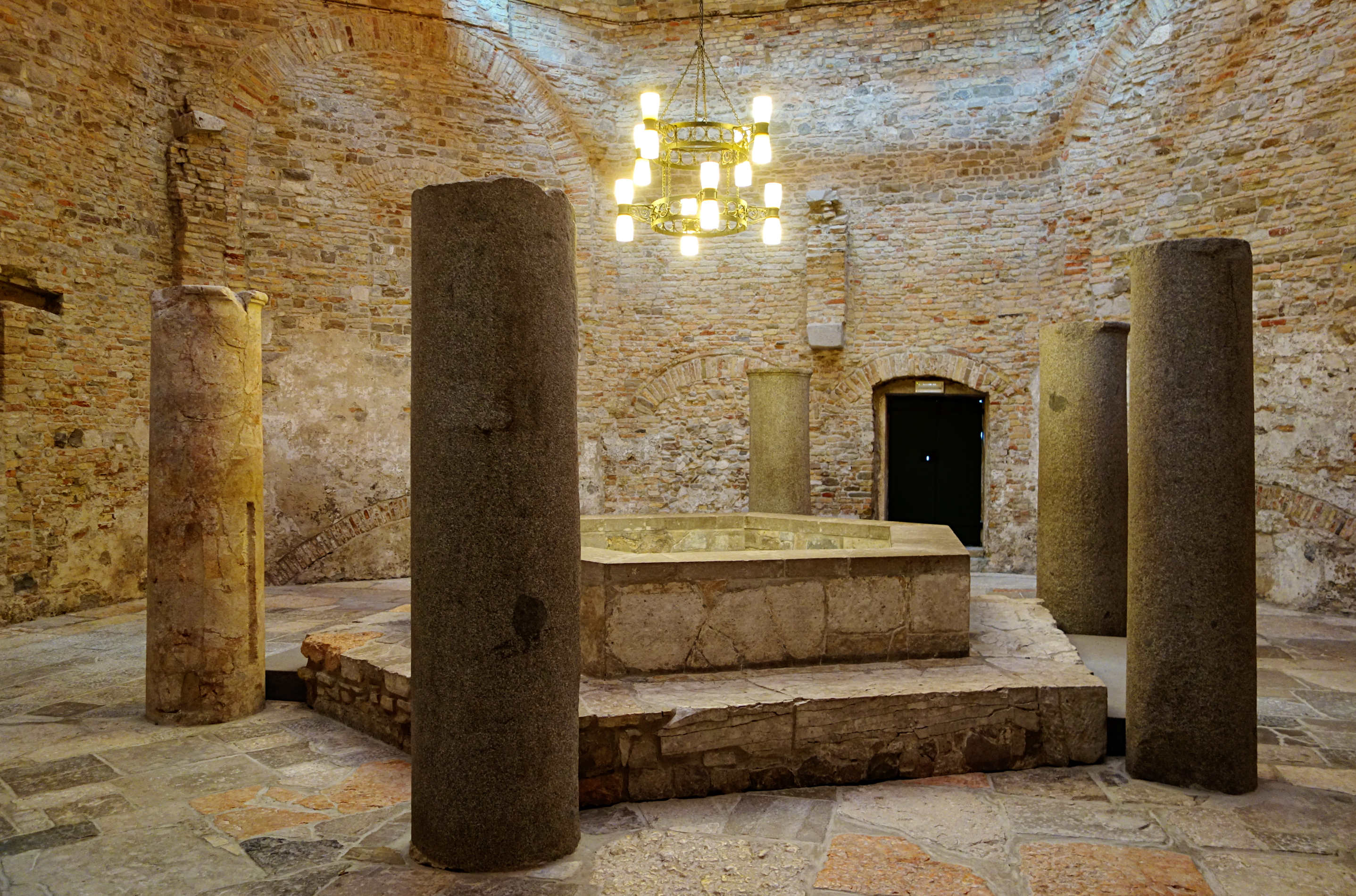
Baptistère

À l'origine, le baptistère avait un plan carré à l'extérieur, mais était octogonal à l'intérieur. Une restructuration médiévale a supprimé trois des quatre grandes niches placées aux angles. Les six colonnes tronquées sont ce qui reste d'un déambulatoire d'où s'élevaient les piliers qui soutenaient la coupole antique, effondrée en 1790.
Les fonts baptismaux, de forme hexagonale, se trouvent au centre de la pièce ; ils furent restaurés en 1739 aux frais de Charles VI (empereur du Saint-Empire). Des fouilles datant du début des années 1980 ont mis au jour des vestiges de l'ancien réservoir, de forme octogonale.

## Cimetière des héros

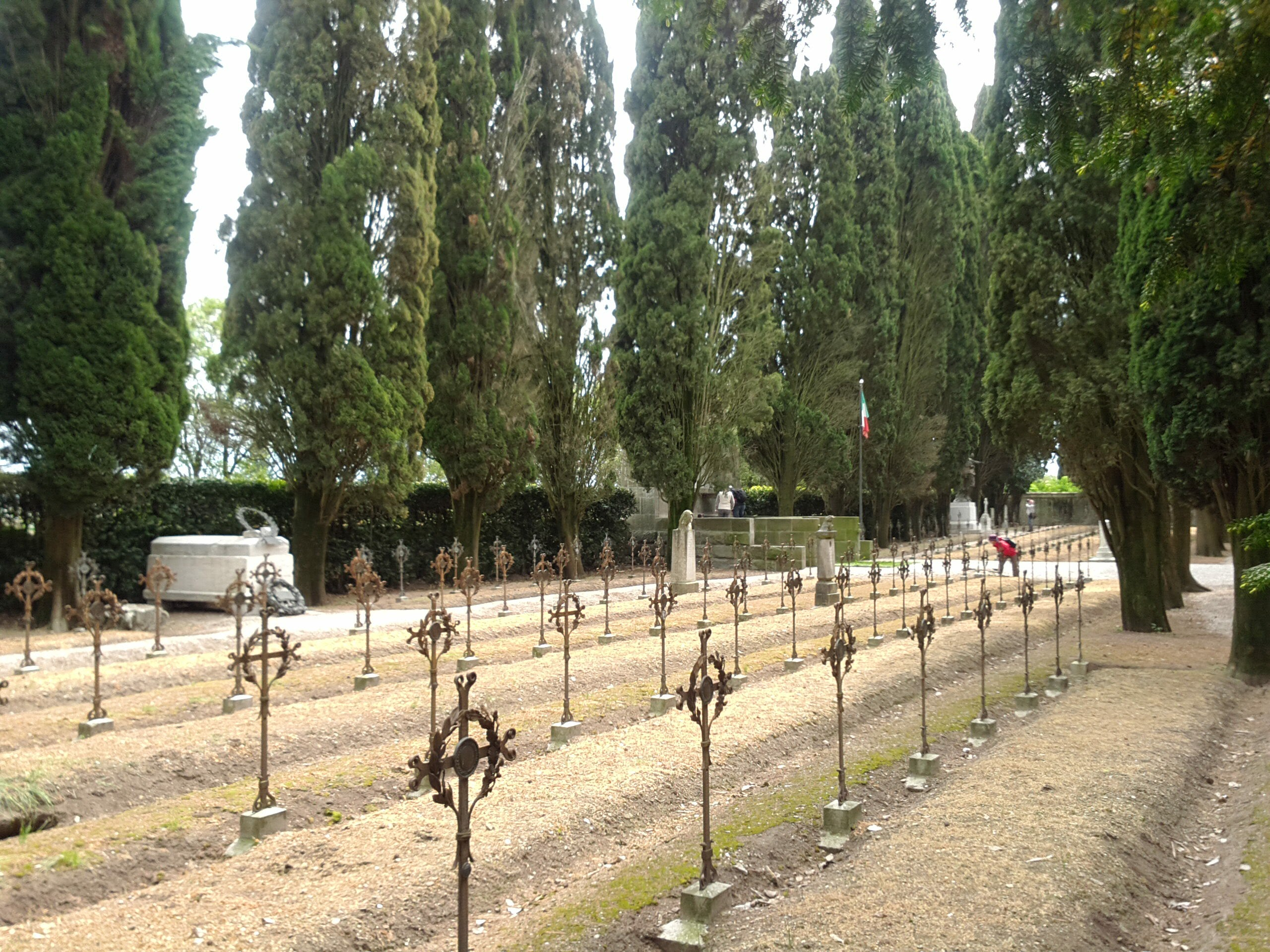
Cimetière des Héros

À l'extérieur, autour de l'abside de la basilique, se trouve le cimetière des morts de la Première Guerre mondiale, où reposent dix des onze soldats inconnus, dont Maria Bergamas, mère d'un volontaire tombé sur les hauts plateaux de Vicence, parmi lesquels a été choisi celui dont la dépouille mortelle repose au monument à Victor-Emmanuel II à Rome depuis 1921. Les tombes du général Alessandro Ricordi de Milan, commandant de la brigade Murge, ainsi que celle du capitaine Riccardo della Torre di Cividale, tué par la même grenade sur les pentes du mont Ermada s'y trouvent également.
Le 4 février 2018, grâce à un jumelage spirituel avec l'église du sanctuaire de Redipuglia, la garde d'honneur Regina Pacis de Redipuglia a été déployée.